# Joseph-Hugues Fabisch
Joseph-Hugues Fabisch, né le 19 mars 1812 à Aix-en-Provence et mort le 7 septembre 1886 à Lyon, est un sculpteur français.
Il est professeur à l’École des beaux-arts de Lyon et œuvre pour le diocèse de Lyon dans un style sulpicien.

## Biographie

### Enfance
Joseph-Hugues Fabisch est né le 19 mars 1812 au 88, boulevard Sextius à Aix-en-Provence. Son père Charles Fabisch, né à Andrychów en 1769 et mort à Aix-en-Provence le 9 juin 1841, arrive en France par Marseille après avoir quitté la Pologne pour s'installer à Aix-en-Provence en octobre 1809. Il épouse le 28 mars 1811 Françoise Agathe Salen (née le 14 mars 1782 et morte le 25 janvier 1833), fille de Julien Salen propriétaire et d’Élisabeth Saint Étienne.
Joseph-Hugues a une sœur cadette, Marie Sophie Louise, née à Aix-en-Provence le 10 septembre 1814. Tisserand de métier, Charles Fabisch a évolué rapidement dans la sphère artistique aixoise au côté notamment de Pierre Jacques Juramy, sculpteur, et Antoine Casimir Dost, orfèvre.
Charles voulait que son fils participe à son commerce, mais au vu de ses dispositions artistiques il le fait entrer à l’école des Beaux-Arts de la ville d’Aix, dirigée par le professeur de sculpture Clairian, où Pierre Jacques Juramy enseigne aussi la sculpture. Il devient protégé de Pierre Révoil et du comte Auguste de Forbin. Lors de son séjour autour de 1836 chez Antoine Mollière à Millery, il rencontre le peintre des fleurs Simon Saint-Jean. Ce dernier l’encourage à s’établir à Saint-Étienne en 1840 : il devient professeur de dessin au lycée et à l'École des Beaux-Arts de la ville. Dans cette période, il part en voyage à Rome et Florence pour étudier.
Lors de ces années, il s’essaie à la poésie. En 1836, il publie Besoin de chanter et Besoin d’aimer. Il publie notamment en février 1837 Le peintre au poète, ode à M. Sézil, professeur au pensionnat de Saint-Genis-Laval puis en août 1837 La Vierge au Golgotha qu’il dédie à Reboul de Salze, directeur de l’institution de Saint-Étienne où il enseigne le dessin.

### Vie lyonnaise
Joseph-Hugues Fabisch fréquente rapidement le milieu catholique lyonnais soutenu par Simon Saint-Jean avec lequel il reste lié toute sa vie. La mort de ses parents le coupe définitivement du milieu aixois. Il poursuit sa formation en Italie. En 1840, il adhère à la Confrérie de Saint-Jean, à Rome, et y rencontre le sculpteur Jean-Marie Bonnassieux.
Il épouse, à Saint-Étienne le 29 mars 1843, Louise Catherine Testenoire, orpheline de Charles Testenoire et de Laurence Detours (Gerbe de Tours fille d'Antoine Gerbe de Tours victime de la Terreur guillotiné en 1793 place des Terreaux), une famille stéphanoise relativement fortunée. Ils s’installent à Lyon au 25, rue des Remparts d’Ainay où Joseph-Hugues Fabisch commence à exposer à la Société des amis des arts en 1842.
Dès 1843, Fabisch crée son atelier qui devient une véritable entreprise et qui, sans l’enrichir, lui vaut une réputation de « fadeur et de mièvrerie qui nuit à ses œuvres originales. »
Sa ferveur religieuse le pousse à se consacrer entièrement à cet art et à produire pour les édifices du diocèse de Lyon, dont il devient sculpteur officiel : il se proclame « tailleur d'images religieuses ».
Membre de l’institut catholique de Lyon et recommandé par Bonnassieux, il obtient en 1845 le poste de professeur de sculpture à l’École des Beaux-Arts de Lyon, puis il en devient le directeur de 1871 à 1876. Il a eu le sculpteur François Félix Roubaud (1824-1876) comme élève.
Il est élu le 28 février 1860 à l'Académie des sciences, belles-lettres et arts de Lyon et fait un discours nommé « De la dignité de l'art ».
Joseph-Hugues Fabisch et Louise Catherine ont quatre enfants : Marie Antoinette Marcelline dite Antonie (né le 10 janvier 1844), Anne-Marie Philippe (né Marie Philippe le 12 aout 1845 puis élevé Jean-Marie Philippe), Jeanne Marie (née le 29 juillet 1848) et Marie Philippine Marguerite (née le 11 juin 1850). Anne-Marie Philippe meurt en 1881, il laisse plusieurs bustes dont celui de l'abbé Noirot et un groupe d'anges à l'église Saint-Bruno-les-Chartreux de Lyon.
Joseph-Hugues Fabisch meurt le 7 septembre 1886 au 1 quai d’Occident à Lyon. Après une cérémonie à Ainay, il est inhumé le 9 septembre à Lyon au cimetière de Loyasse dans la chapelle des Testenoire, aux côtés de son fils mort en 1881 et du peintre Antoine Duclaux (1783-1868),.
Arnould Locard, président de l'Académie des sciences, belles-lettres et arts de Lyon, prononce un discours à ses funérailles dans lequel il caractérise l’artiste comme « un autre de nos artistes les plus éminents. »

## Distinction
Chevalier de l'ordre de Saint-Grégoire-le-Grand en 1885

## Œuvre

### Ses débuts et son style

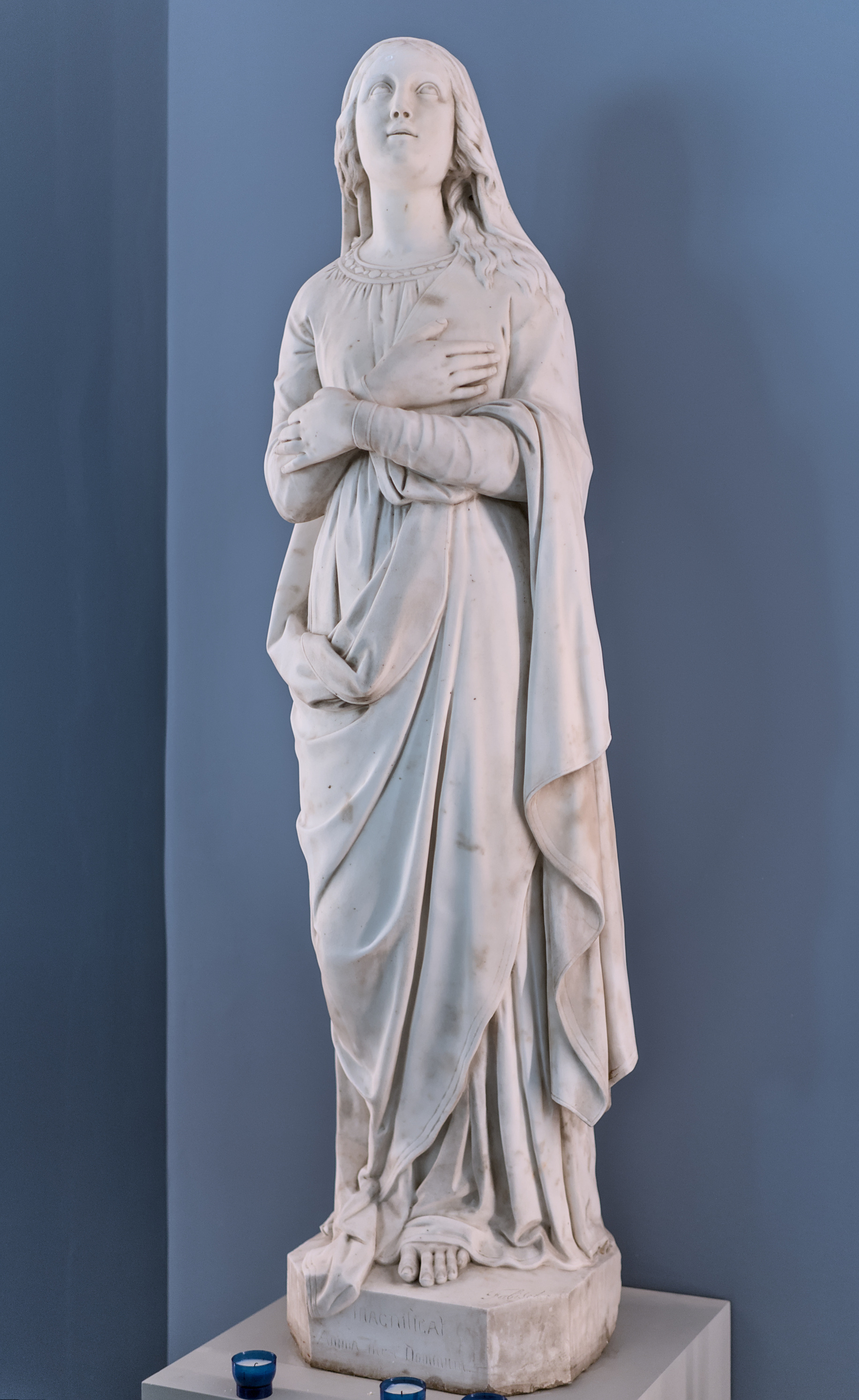
Le Magnificat, 1843.

Joseph-Hugues Fabisch se fait connaître en participant aux salons, notamment celui de Lyon en 1842, ou celui de Paris en 1846 où il expose une Vierge tenant l'Enfant Jésus.
Sa première œuvre d'importance est le Magnificat sculpté pour l'église Saint-Joseph de Tassin-la-Demi-Lune, près de Lyon, en 1843.
Les commandes affluent et il s'entoure d'artistes praticiens. Son fils Philippe, dont il a été le professeur aux Beaux-Arts de Lyon jusqu'en 1863, le rejoindra par la suite. L'une de ses filles est aussi son élève.
Au cours des années 1850, le cardinal de Bonald initie de nombreux chantiers d'églises ce qui explique que Joseph Hugues Fabisch soit souvent sollicité pour réaliser des groupes, des autels, des statues ou des portails.
Joseph-Hugues Fabisch connaît donc le succès rapidement car son style artistique correspond aux attentes de l'époque. Il s'inscrit dans un contexte très porteur où la majorité des églises lyonnaises sont soit construites, soit agrandies ou remeublées.
Il définit son art en ces termes : « L'art apprécié de la hauteur des idées chrétiennes n'est pas une vaine spéculation et ne doit jamais être un but. Auxiliaire de la prédication, ses œuvres doivent tendre sans cesse à élever l'âme, à toucher le cœur. »

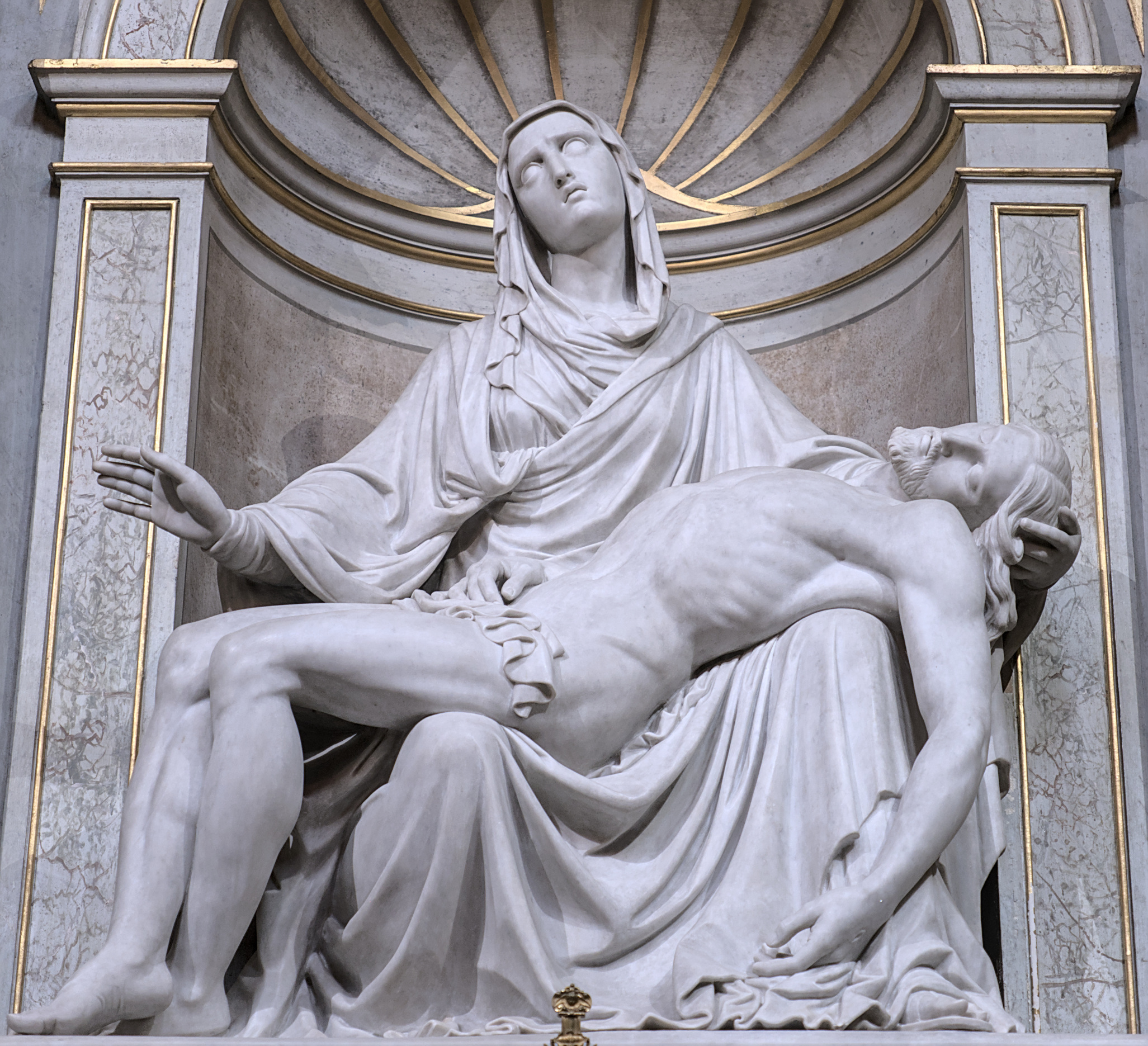
Pietà (1853), Lyon, chapelle de l'Hôtel-Dieu.

On retrouve des travaux du sculpteur dans la région lyonnaise et dans le département de la Loire. Il produit de nombreuses statues pour des églises lyonnaises comme l'Église Saint-François-de-Sales de Lyon, ou la Basilique Saint-Martin d'Ainay. On fait appel à lui pour meubler les chapelles de l'Hôtel-Dieu de Lyon.
De ses quelques années à Saint-Étienne, il garde de très bonnes relations, ce qui lui permet de recevoir des commandes pour des églises stéphanoises comme Sainte-Marie, Notre-Dame, Saint-Louis ou encore Saint-Ennemond.
À la vue de la quantité importante de sa production, on suppose que de nombreuses œuvres sont réalisées par ses praticiens ou ses élèves, pratique courante à l'époque. Ses travaux tendent donc vers une répétition du style et du modèle, ce qui nuit à la qualité de son œuvre aux yeux de certains critiques d'art.
Mais il « laisse une œuvre d'une incroyable fécondité, mêlant bustes, statues en pied et groupes sculptés, avant tout d'inspiration religieuse ».

### Principales réalisations
En 1851, la Ville de Lyon lance un concours pour la réalisation de la Vierge de la chapelle de Fourvière. Jean-Marie Bonnassieux est son principal adversaire mais aussi ami. Il est d'ailleurs en concurrence pour différentes réalisations avec d'autres sculpteurs, notamment Guillaume Bonnet (1820-1873).[réf. nécessaire]

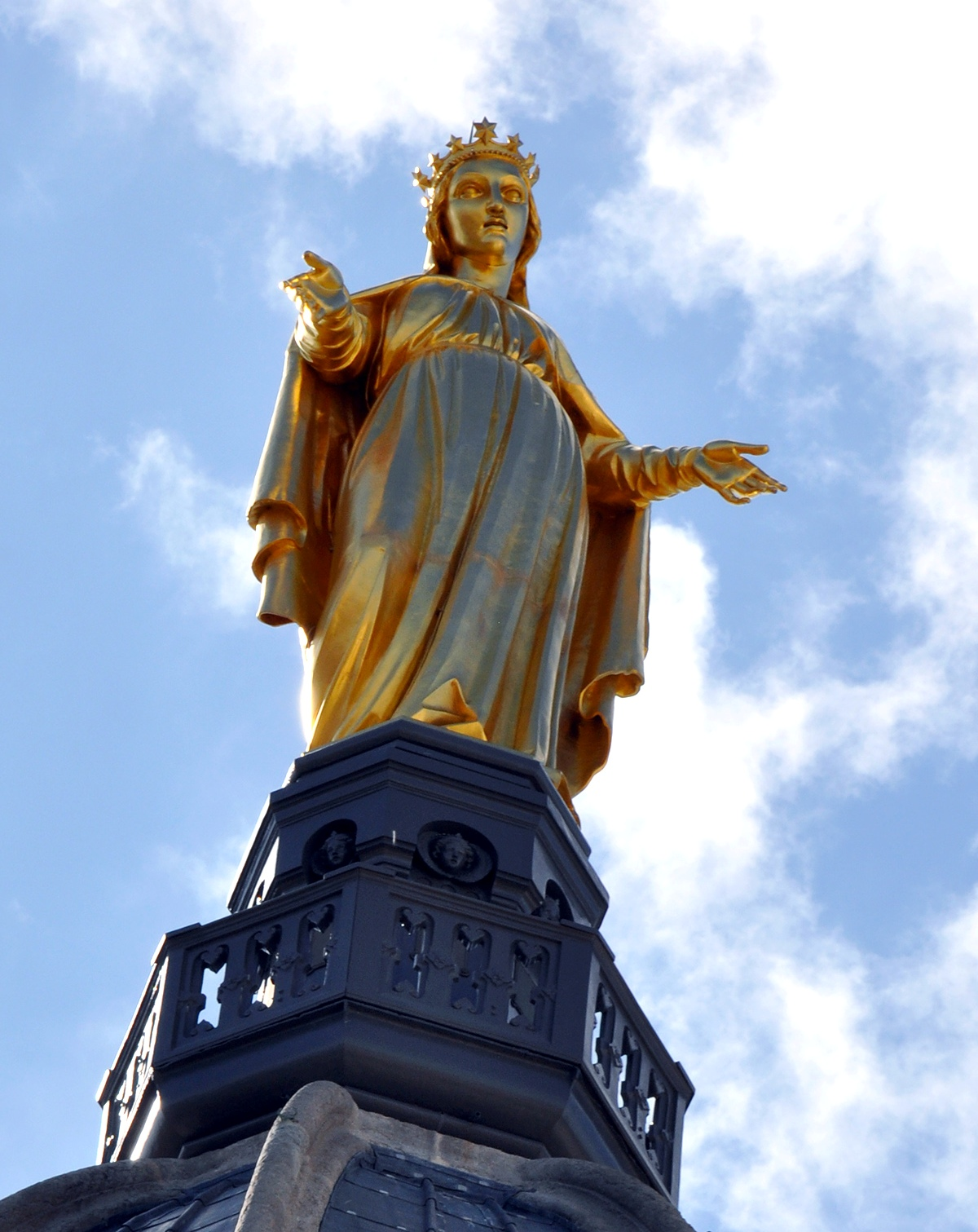
Vierge (1852), Lyon, basilique Notre-Dame de Fourvière.

En 1852, Joseph-Hugues Fabisch remporte un concours pour réaliser la Vierge sommitale de la chapelle Saint-Thomas de Lyon dont le clocher vétuste est construit agrandi par l'architecte Alphonse-Constance Duboys. Le sculpteur travaille dans son atelier des quais de Saône, mais ce dernier est inondé par la crue de la rivière. L'inauguration de la statue, initialement prévue pour le 8 septembre, est alors repoussée au 8 décembre 1852, date à laquelle est désormais célébrée la Fête des Lumières de Lyon. Le jour même, un orage empêche les habitants de célébrer l'événement et allument pour l'occasion des bougies à leurs fenêtres.
Il réalisera ensuite les stations du Rosaire dans le jardin du même nom. Pierre Bossan veut lui proposer de réaliser le fronton de la basilique, mais Fabisch meurt trop tôt.
Du 15 au 19 septembre 1863, il est à Lourdes pour rendre visite à Bernadette Soubirous qui va lui décrire ses « visions » de la Vierge Marie, dont il réalise une statue sous le contrôle de l’abbé Blanc, qui désire avant tout que la statue soit fidèle au propos de la jeune femme. Cette statue de Notre-Dame de Lourdes, commanditée par les deux sœurs Lacour de Lyon, est destinée à la grotte de Massabielle. Elle est consacrée le 4 avril 1864 devant 20 000 personnes.
Œuvre la plus populaire de l’artiste, diffusée dans le monde entier, cette statue est pourtant à l’origine d’une polémique sur son adéquation avec les visions de la jeune paysanne de Lourdes, laquelle ne l'approuve pas. En 1868, Fabisch crée une autre Madone pour Lourdes, cette fois-ci avec l'Enfant, érigée sur l'autel de la crypte de la basilique de l'Immaculée-Conception de Lourdes.

## Collections publiques

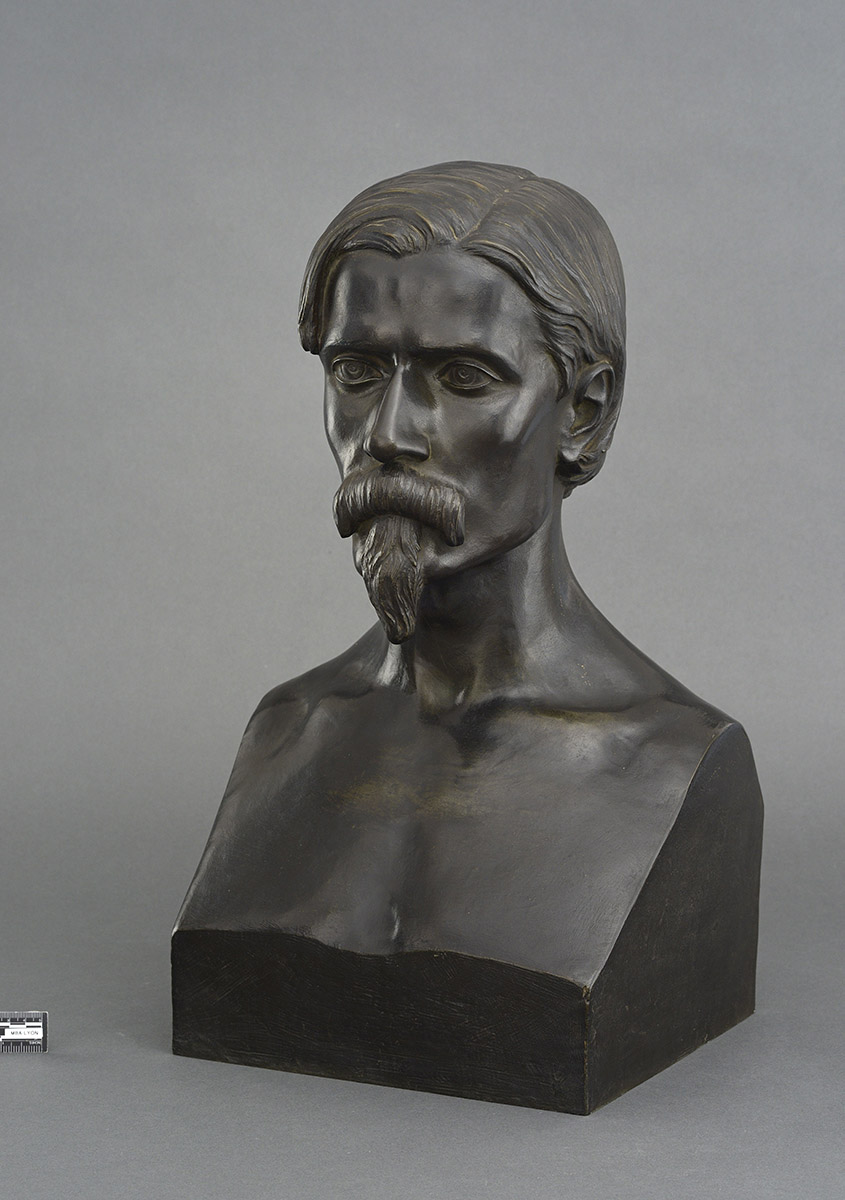
Ludovic Penin, médailleur (1870), bronze, musée des Beaux-Arts de Lyon.

- Aix-en-Provence, musée Granet : La Fille de Jephté, marbre, 1857 ; son visage est très ressemblant à celui de la Vierge de Lourdes[20],[21].
- Châtillon-d'Azergues, château de Châtillon-d'Azergues, chapelle Saint-Barthélémy dite Notre-Dame-du-Bon-Secours : Vierge, marbre blanc.
- Chazay-d'Azergues, église Saint-Pierre : Vierge, 1871, réplique exacte en fonte et au tiers de la taille de la statue sommitale de la basilique Notre-Dame de Fourvière, commandée par la commune[22] ;
- Lourdes :
  - basilique de l’Immaculée-Conception : Vierge à l’Enfant, 1868[23].
  - grotte de Massabielle : Notre-Dame de Lourdes, 1864, marbre et polychromie, 183 cm.
- Lyon :
  - 34, quai du Docteur Gailleton : deux statues ornant la façade au cinquième étage.
  - Maison Blanchon[24], à l’angle des quais Fulchiron et de la place Benoît Crépu : Vierge à l’Enfant, 1855[25].
  - basilique Notre-Dame de Fourvière, chapelle : Vierge, 1852, statue sommitale.
  - basilique Saint-Martin d'Ainay :
    - autel de l’absidiole de Saint Benoît, 1852 ;
    - tympan du clocher-porche, 1860 ;
    - Saint Joseph, statue.

  - chapelle de l'Hôtel-Dieu :
    - Piéta, 1853[26] ;
    - bas-relief du tympan de la façade, 1854 ;

  - église de l'Immaculée-Conception : Immaculée-Conception[27] ;
  - église Notre-Dame-du-Bon-Secours : Vierge Mère[28] ;
  - église Notre-Dame Saint-Louis : Notre-Dame-de-Grâces[29] ;
  - église Notre-Dame-Saint-Vincent : Vierge à l'Enfant, 1855[30] ;
  - église Saint-Denis-de-la-Croix-Rousse : statues de saint Denis et saint Joseph[31] ;
  - église Saint-François-de-Sales : retable, autel, chaire, 1859[30] ;
  - église Saint-Nizier : trois statues de la façade au-dessus du porche, sainte Anne à gauche, saint Joachim à droite et saint Nizier au centre[32] ;
  - musée des Beaux-Arts :
    - Béatrix, 1855, marbre blanc, acquise par la Ville de Lyon en 1856, a figuré à l'Exposition universelle de 1853 ;
    - Jean-Jacques de Boissieu, 1845, buste en marbre ;
    - Ludovic Penin, médailleur, 1870, buste en bronze ;
    - Portrait de Simon Saint-Jean, 1862, buste en marbre ;
    - Portrait d'Ozanam, 1862, buste en marbre.

  - place des Terreaux :
    - Sainte Catherine d’Alexandrie, 1866. Joseph-Hugues Fabisch est également l’auteur du fronton de l’immeuble dont cette statue occupe un des angles[33] ;
    - Saint Pierre, angle rue Constantine, rue Paul Chenavard[34].
- Reyrieux, Grande Rue, près du cimetière : Vierge, 1851 (installée en 1884)[30] ;
- Villechenève, église : bas-relief, 1859.

Œuvres de Joseph-Hugues Fabisch
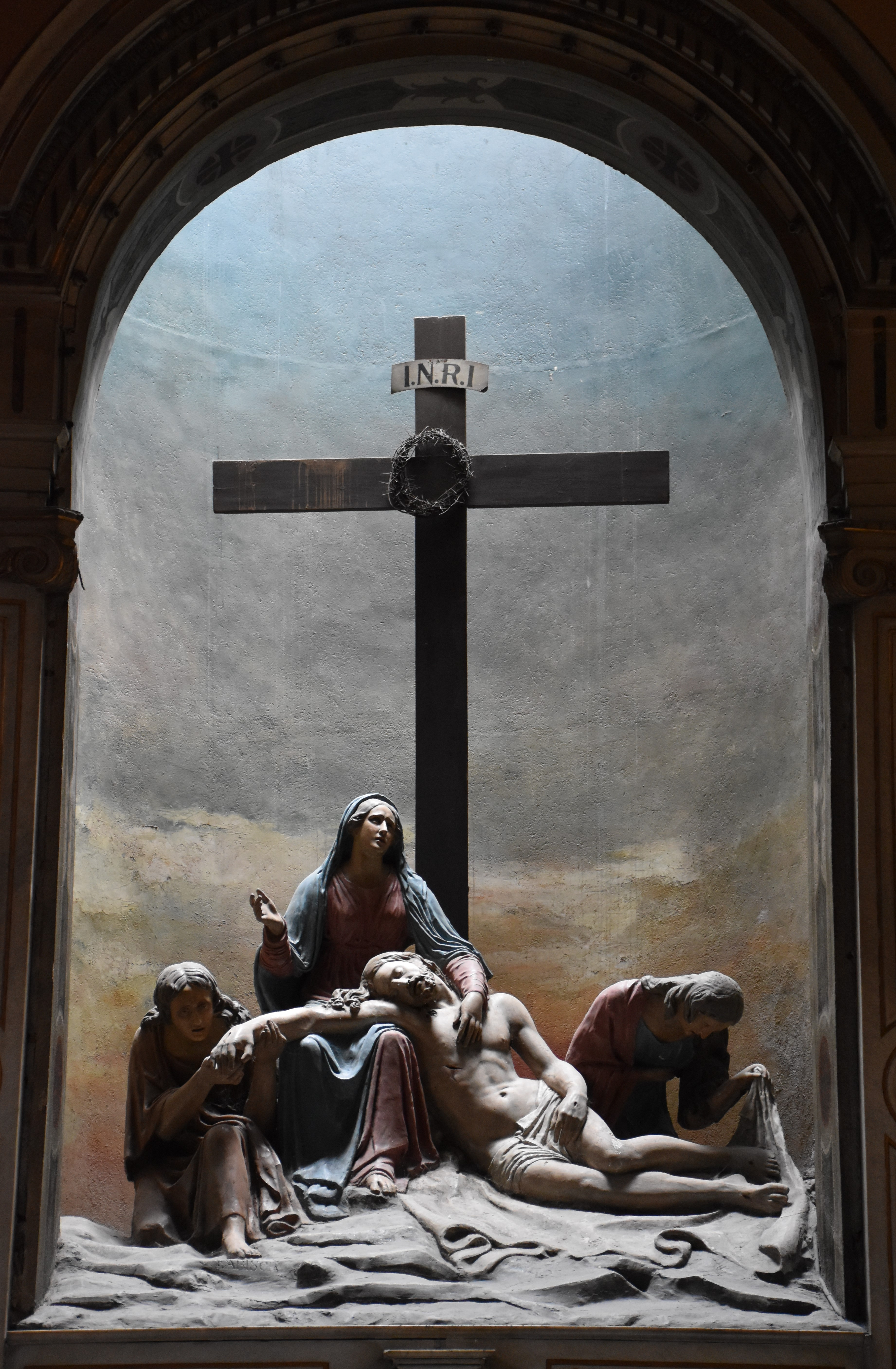
Pietà (1838), église Notre-Dame de Saint-Étienne, Saint-Étienne
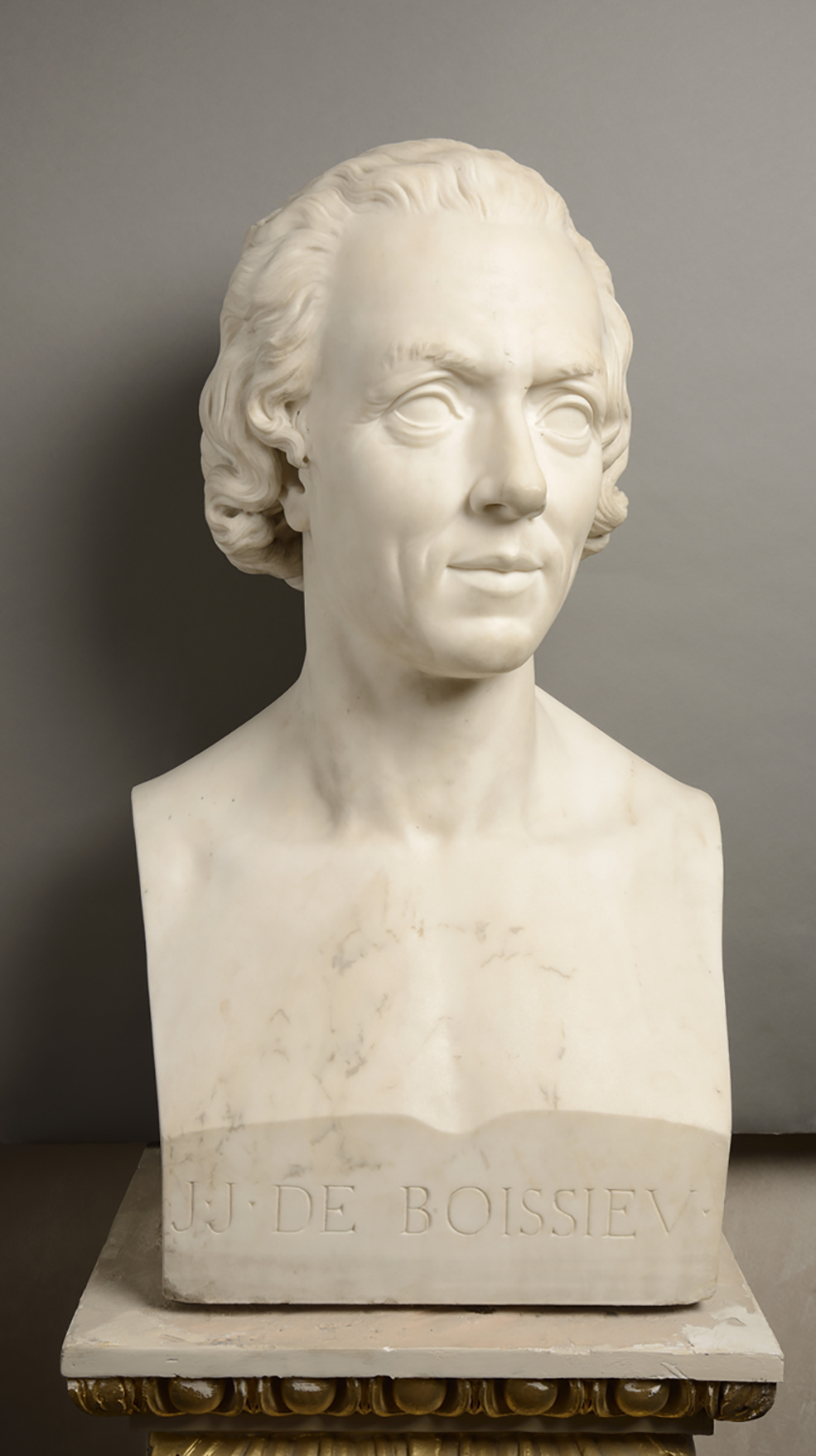
Jean-Jacques de Boissieu, (1845), marbre, musée des Beaux-Arts de Lyon.
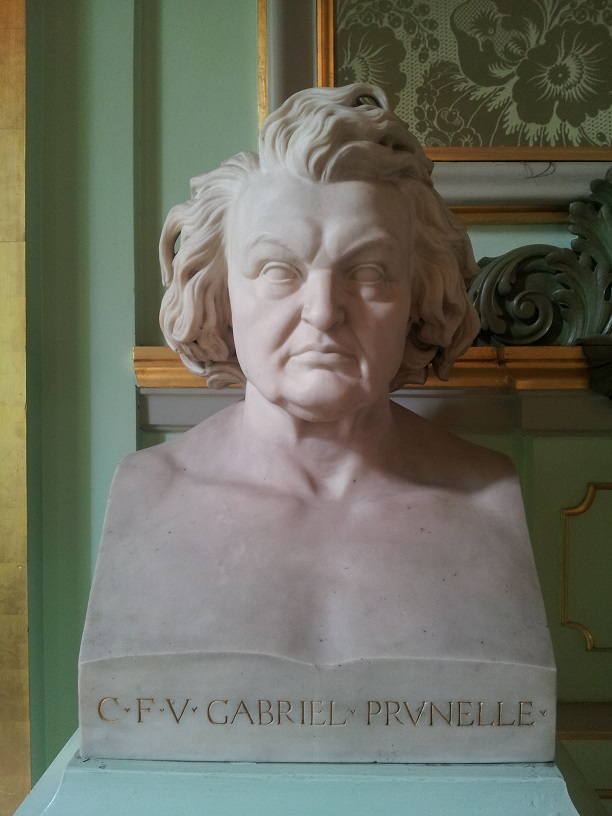
Victor-Gabriel Prunelle (entre 1845 et 1855), marbre, hôtel de ville de Lyon[35].
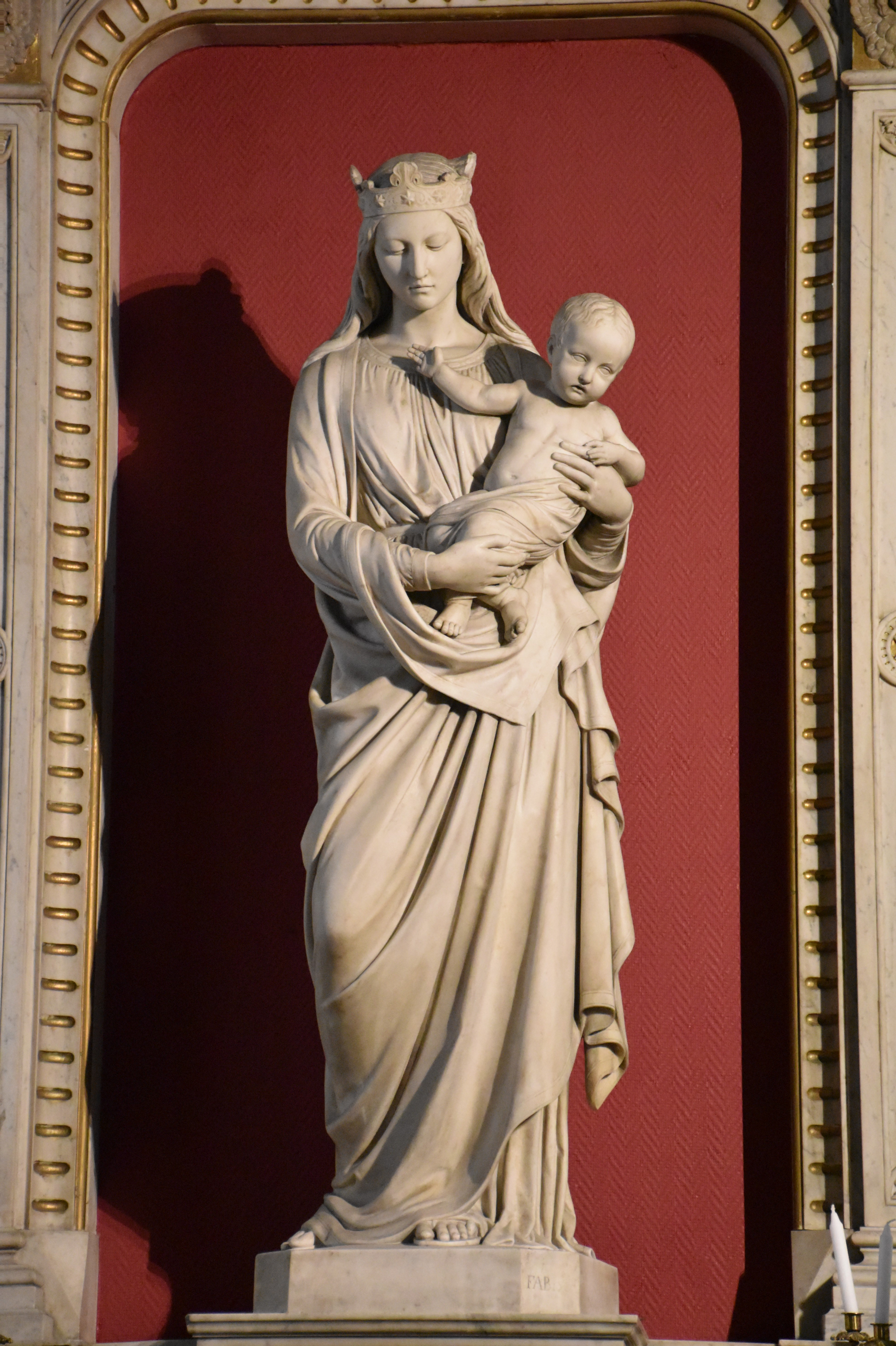
Vierge à l'enfant (1846), Lyon, église Notre-Dame Saint-Louis.
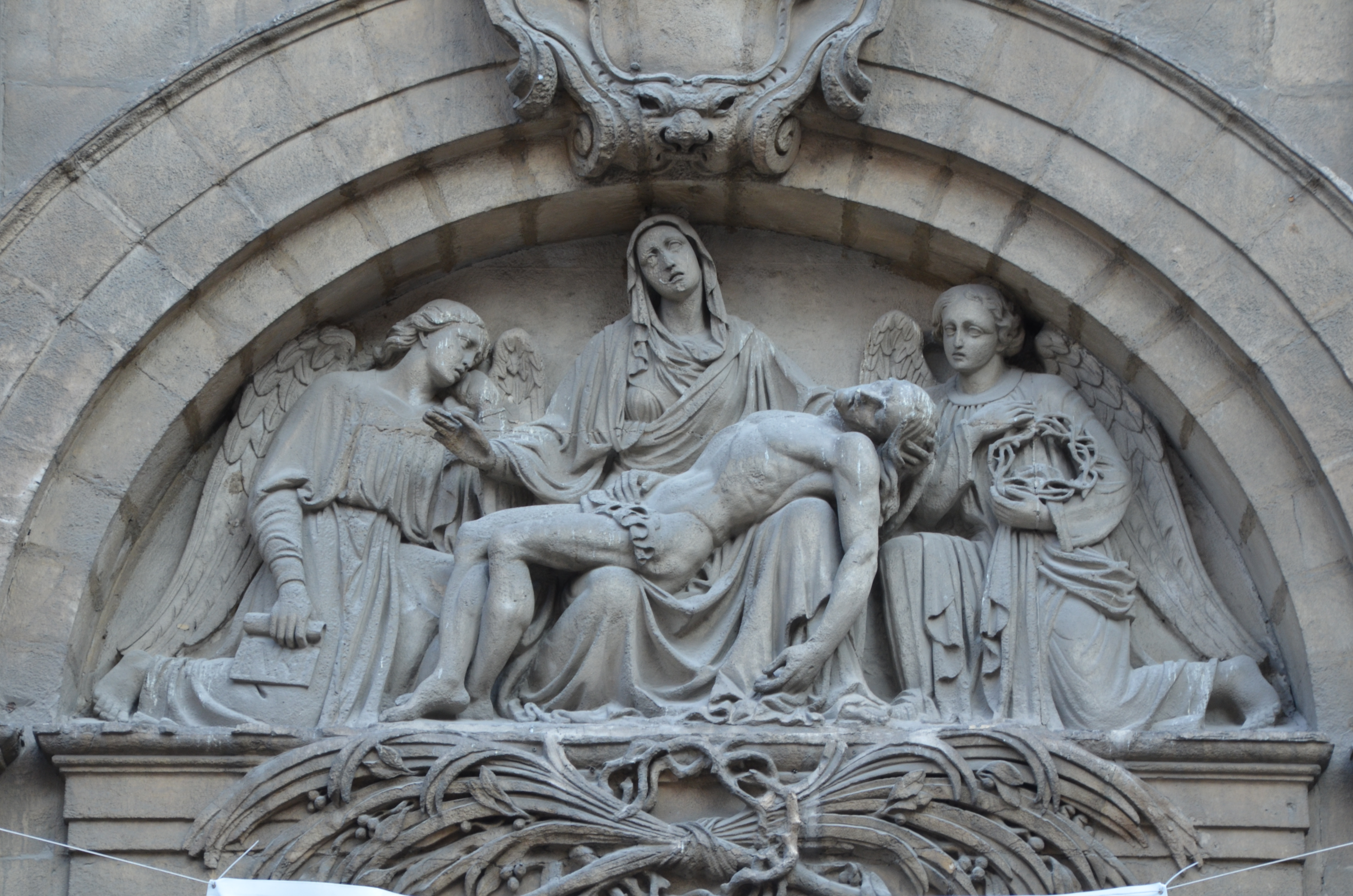
Pietà (1854), Lyon, chapelle de l'Hôtel-Dieu.
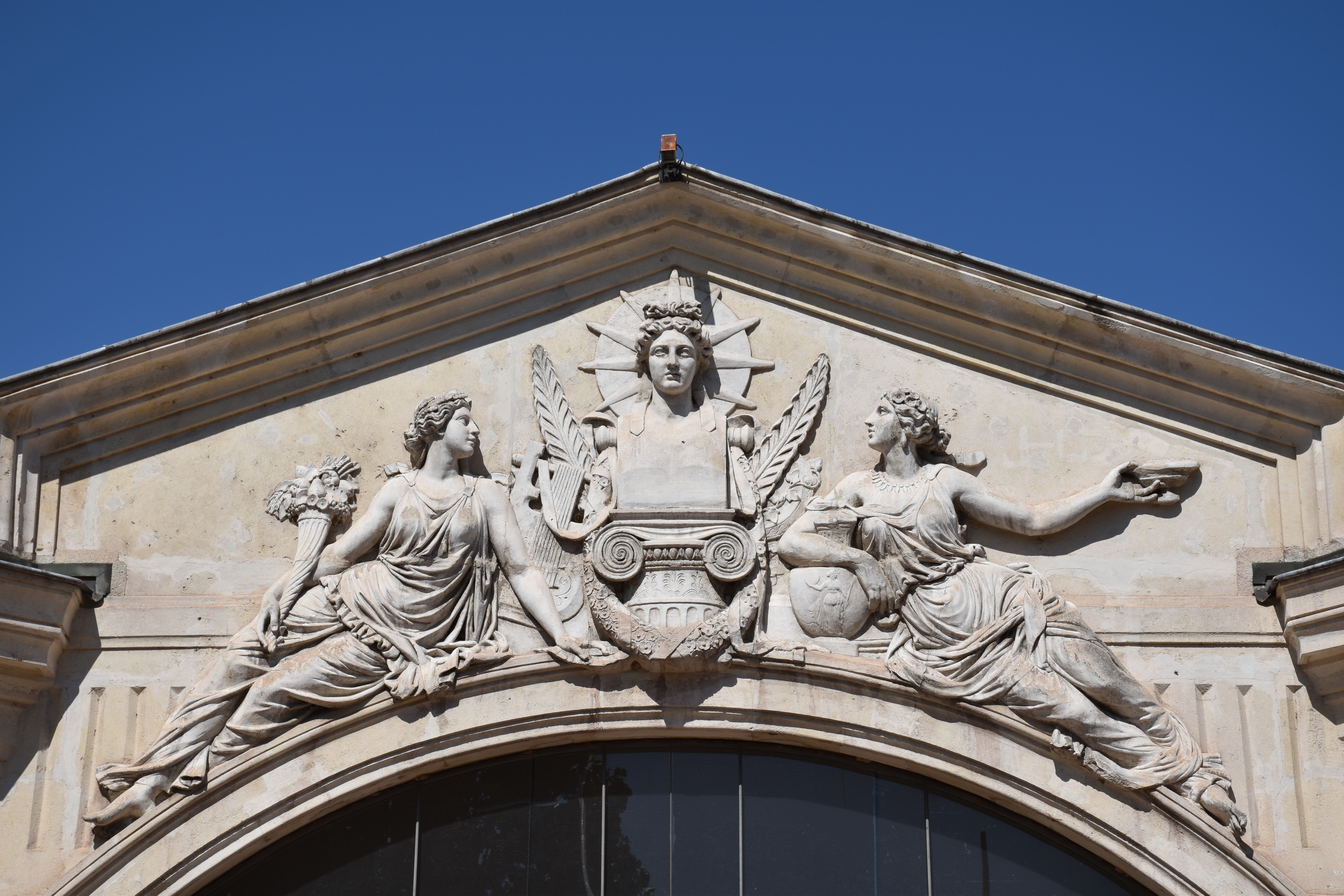
Fronton avec le buste d’Apollon (1854), Lyon, place Bellecour, pavillon ouest.
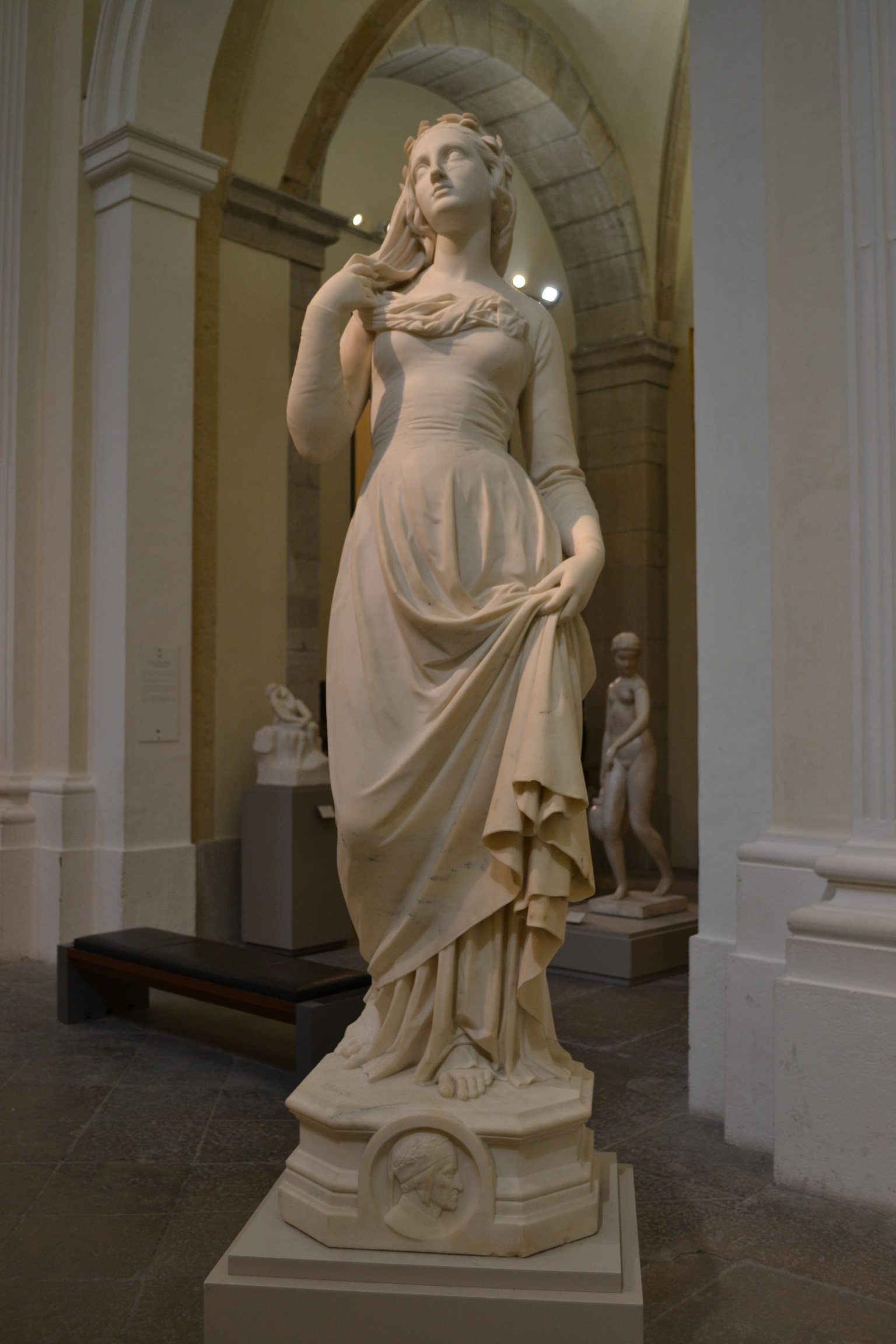
Béatrix (1855), marbre, musée des Beaux-Arts de Lyon.
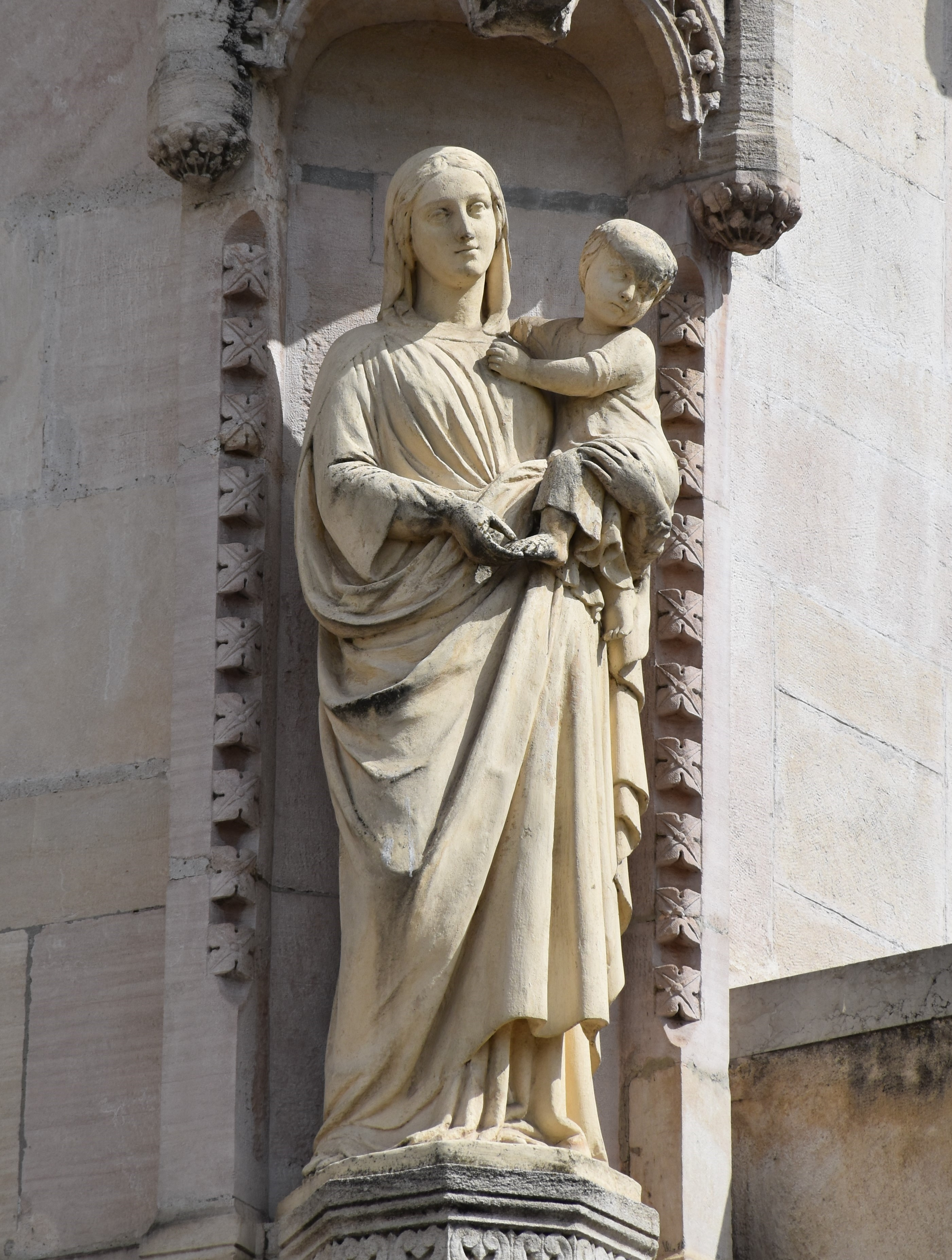
Vierge de la maison Blanchon (1855), Lyon, quai Fulchiron.
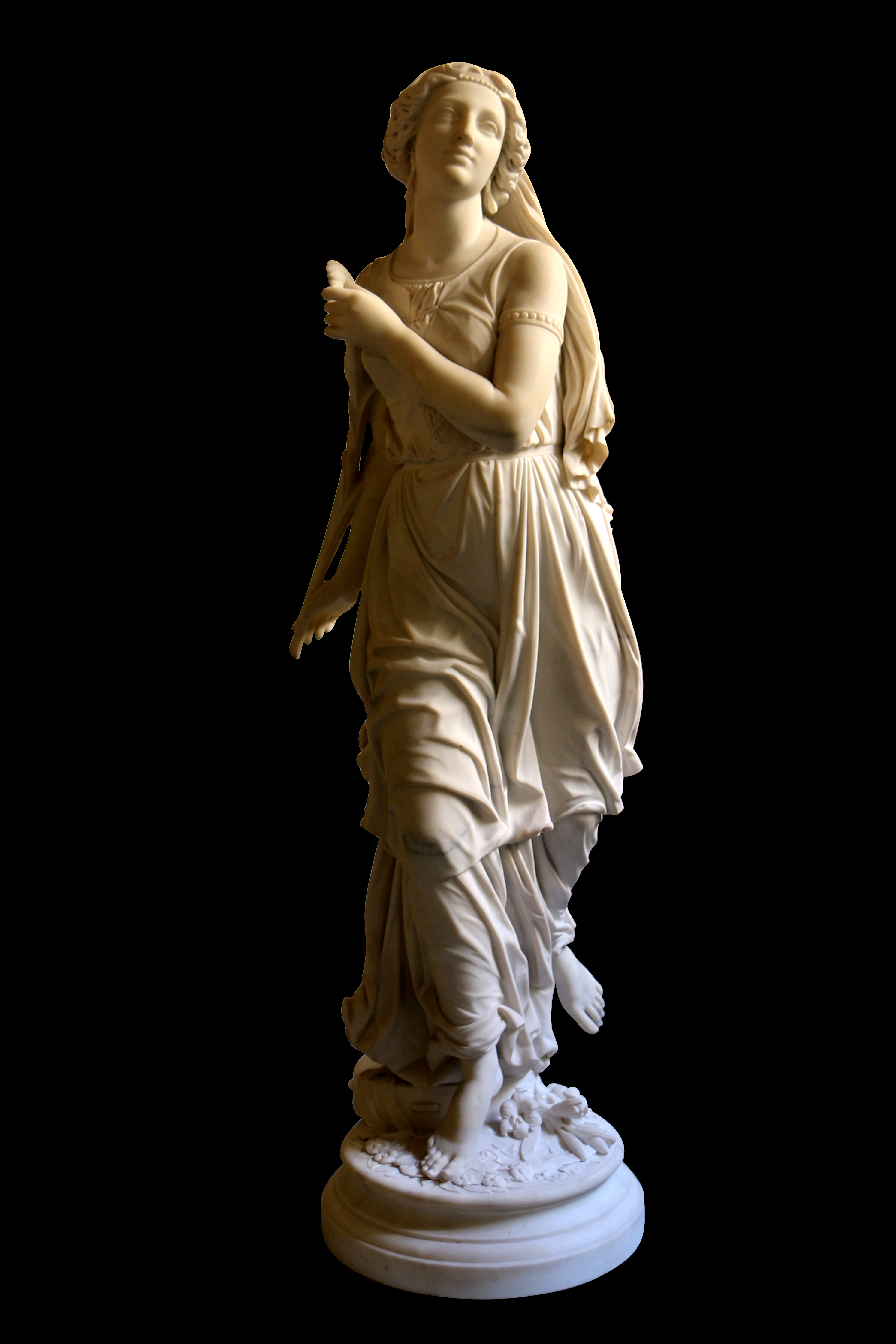
La Fille de Jephté (1857), Aix-en-Provence, musée Granet.
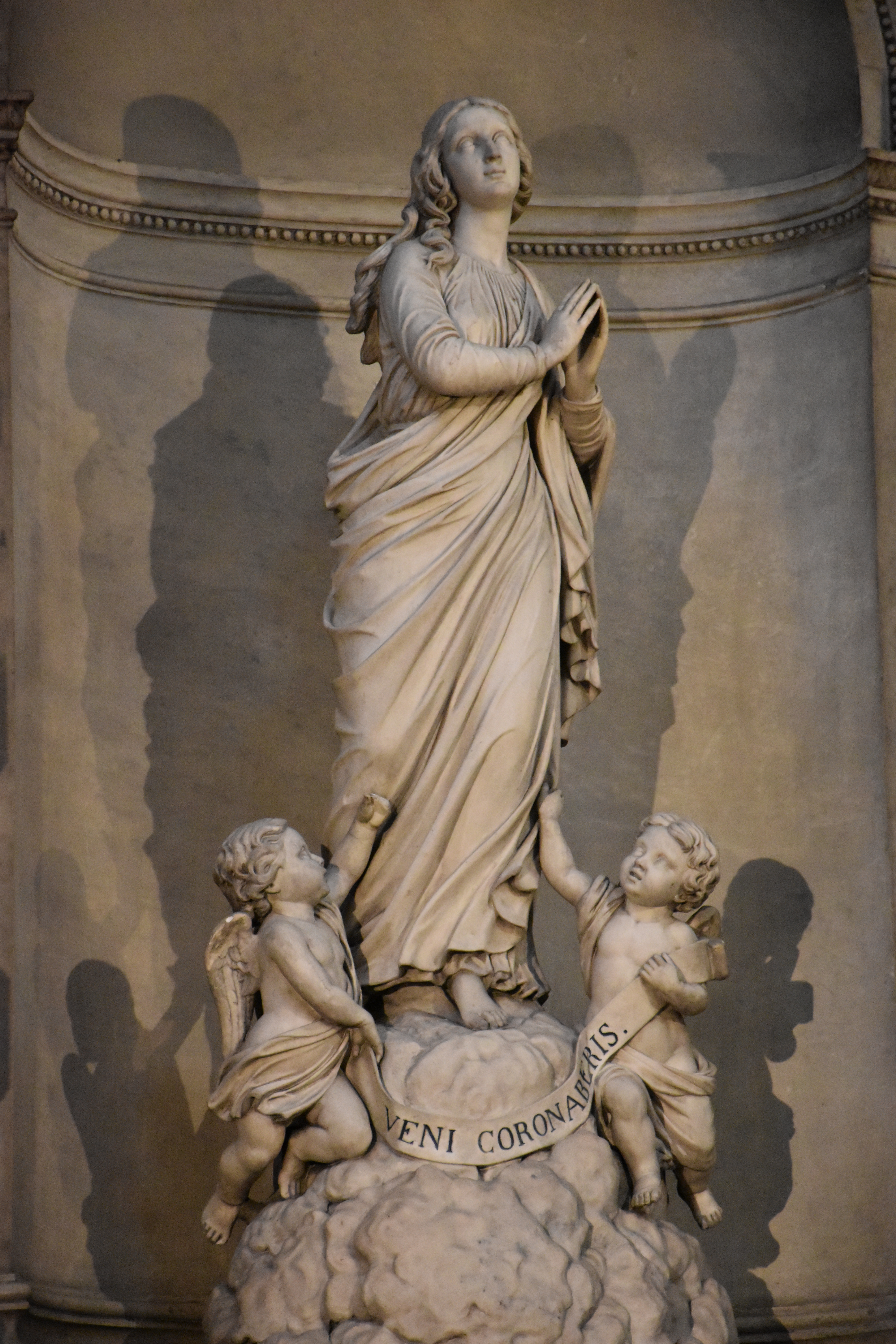
Assomption de la Vierge (1857), Lyon, église Saint-François-de-Sales.
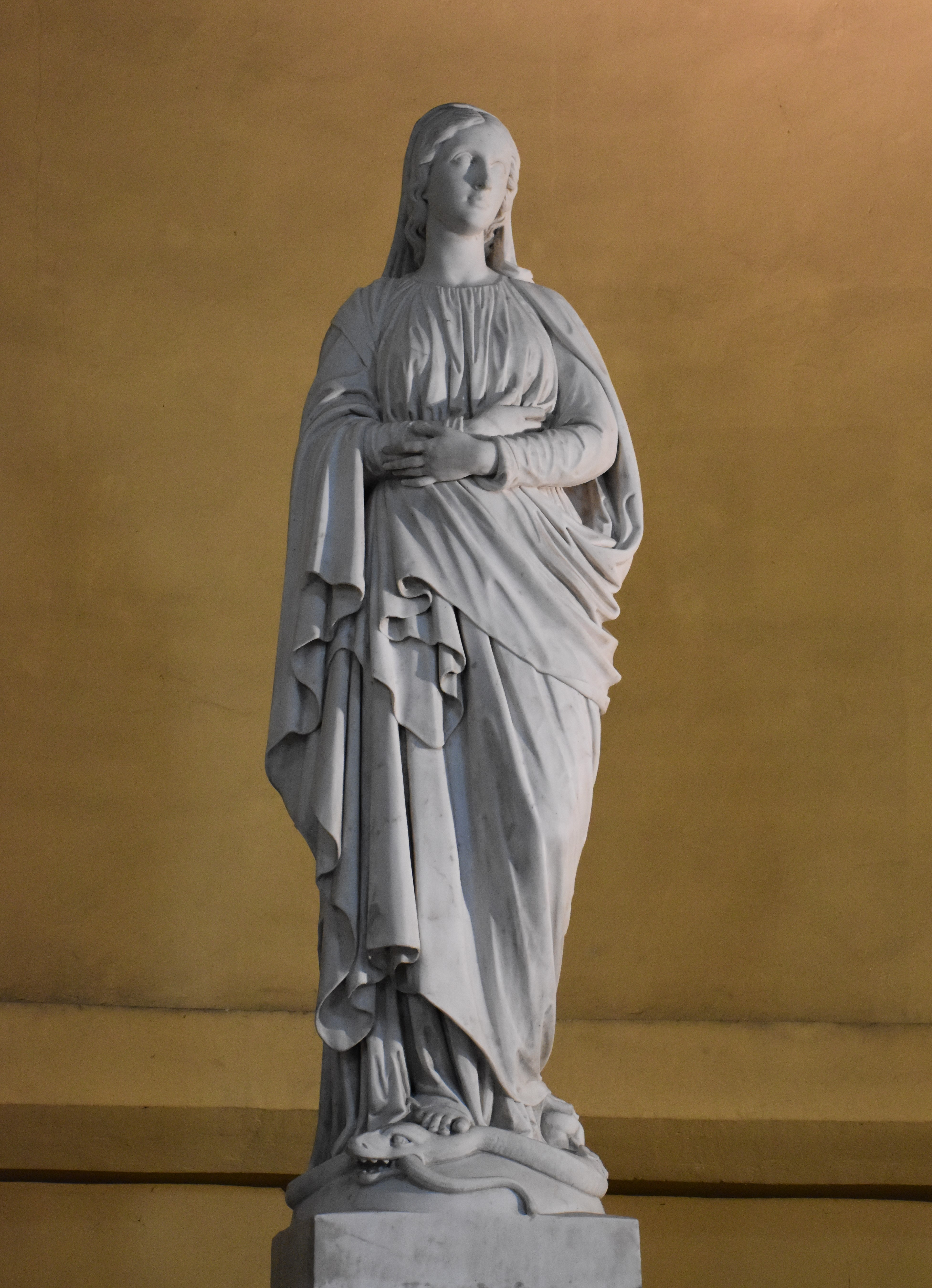
La Vierge immaculée (1859), Lyon, église de l’Immaculée-Conception.
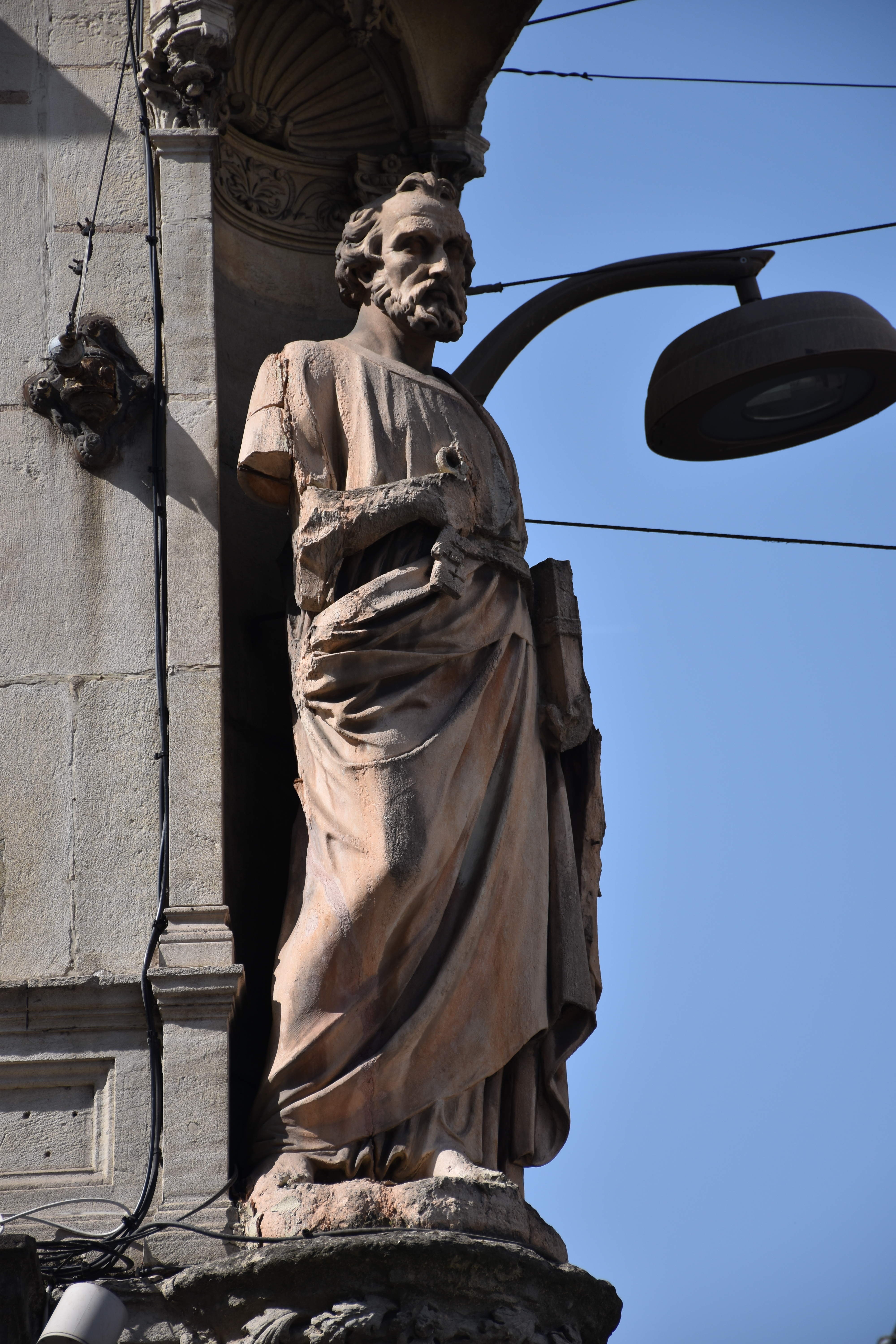
Saint Pierre (1860), Lyon, angle de la rue Constantine et de la rue Paul Chenavard.
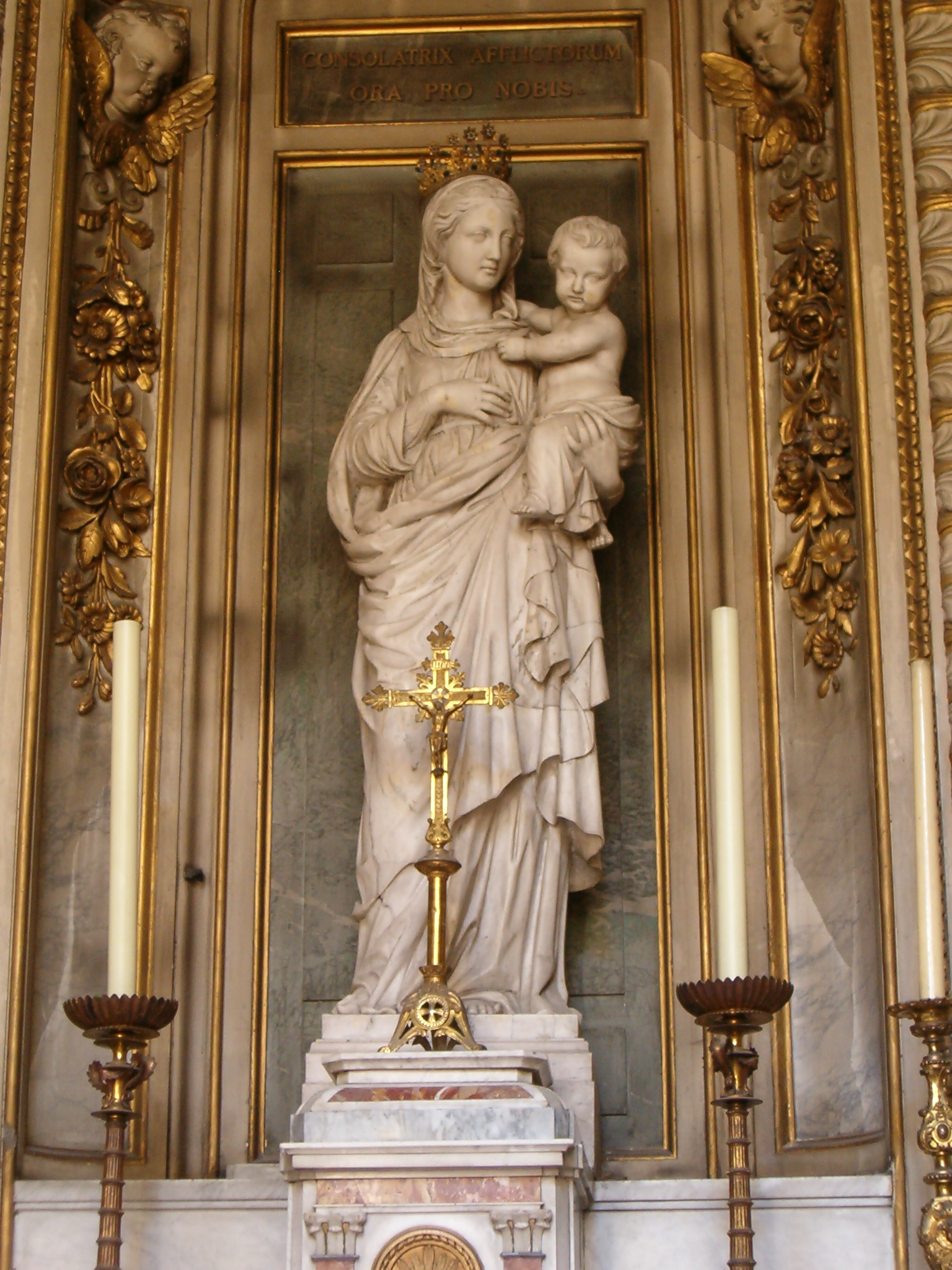
Vierge à l'Enfant (1863), Lyon, église Saint-Bruno-les-Chartreux.
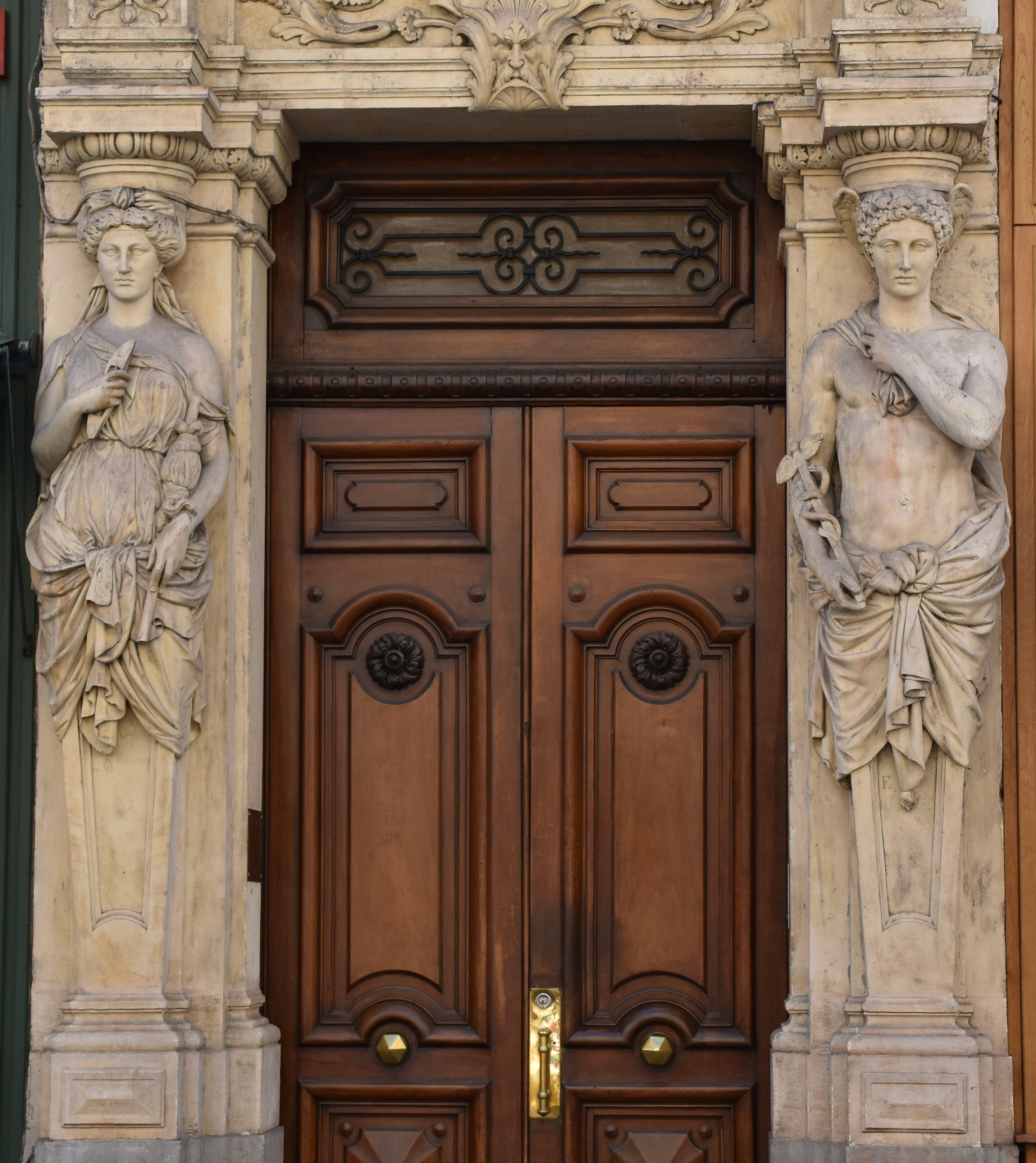
Termes de Minerve et Mercure (1863), façade du 38, rue du Président-Édouard-Herriot à Lyon.
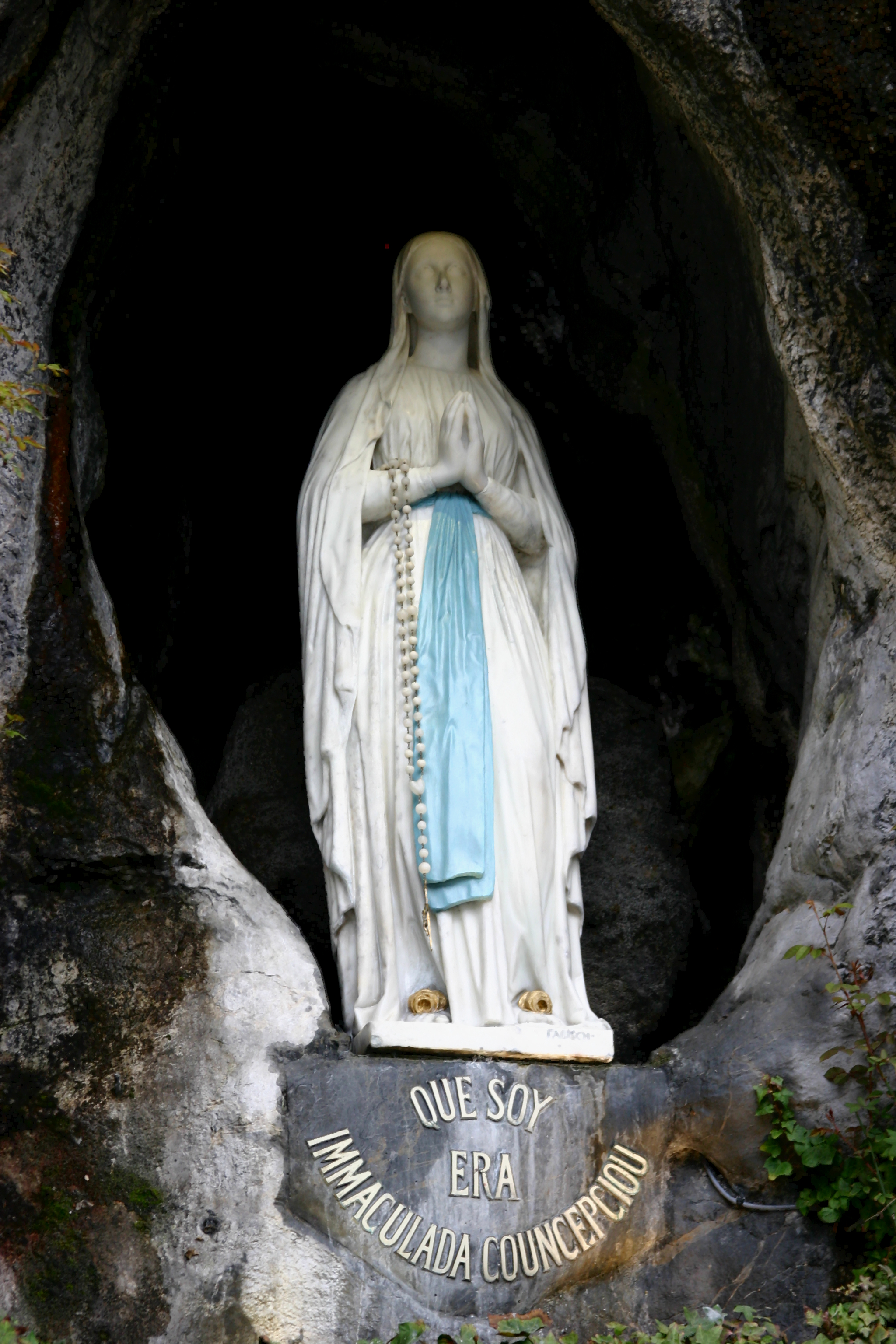
Notre-Dame de Lourdes (1864), Lourdes, grotte de Massabielle.
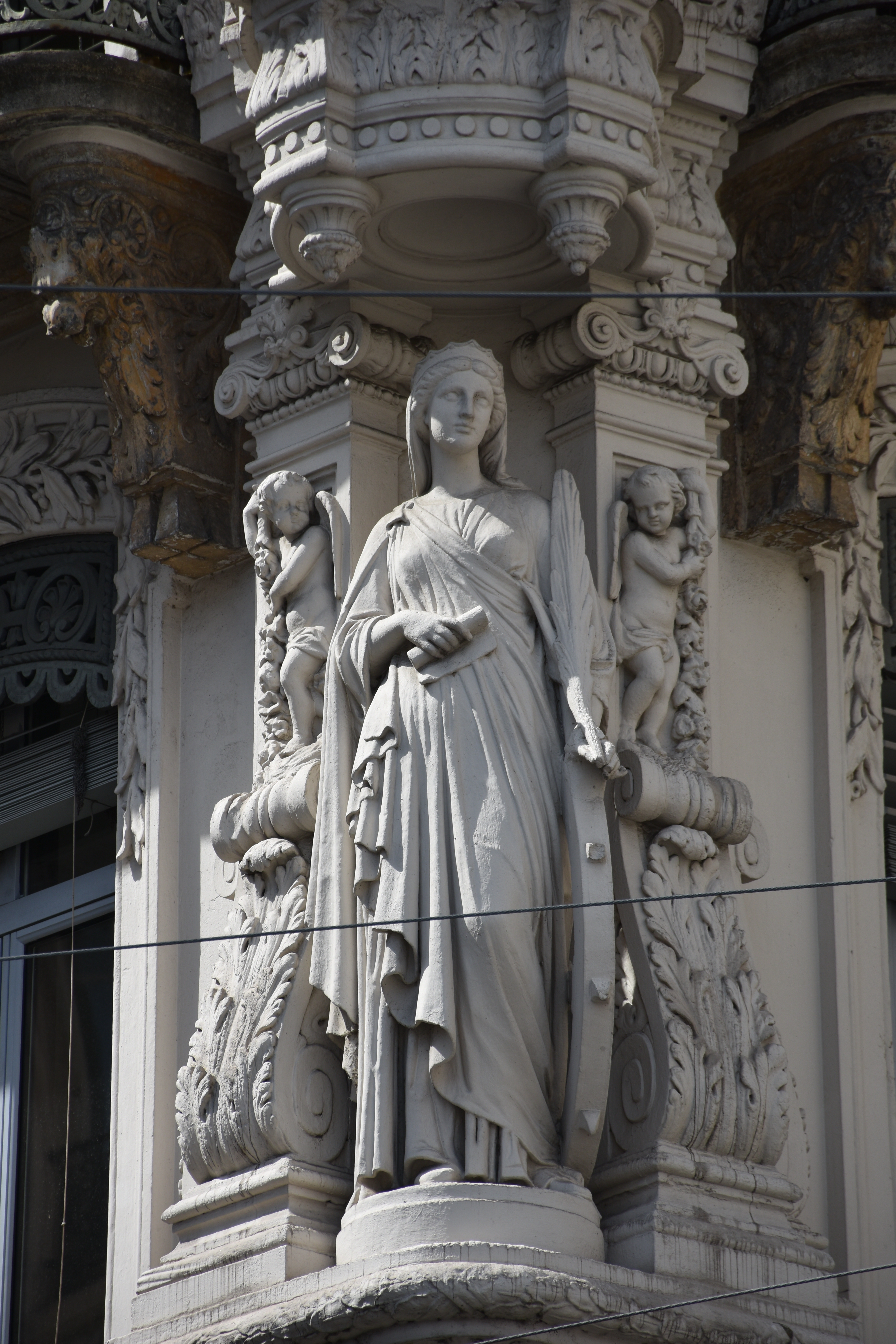
Sainte-Catherine (1866), Lyon, à l’angle de la rue Sainte-Marie-des-Terreaux et de la rue d'Algérie.
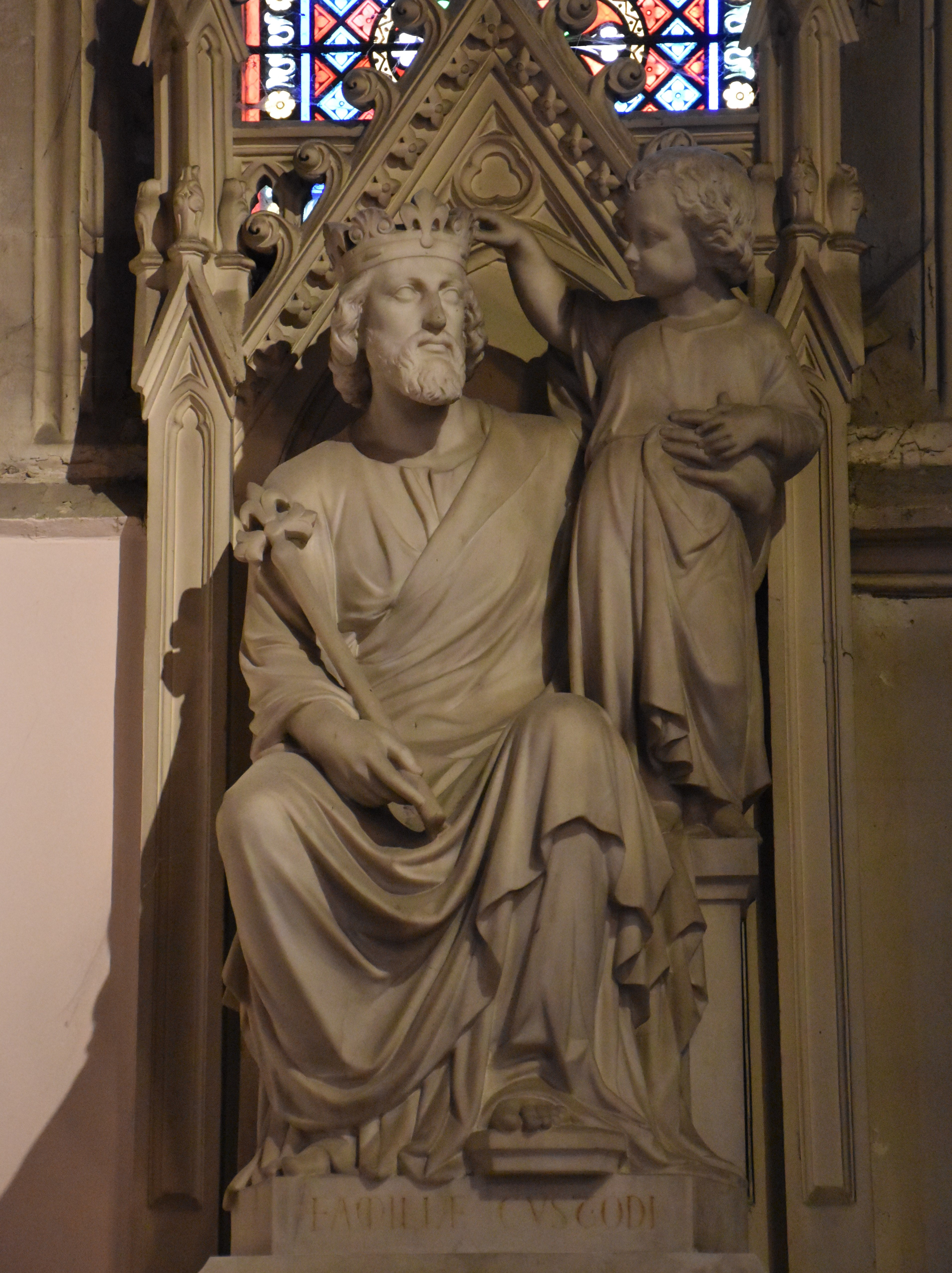
Saint Louis assis avec l’Enfant Jésus (vers 1876), Fontaines-sur-Saône, église Saint-Louis.
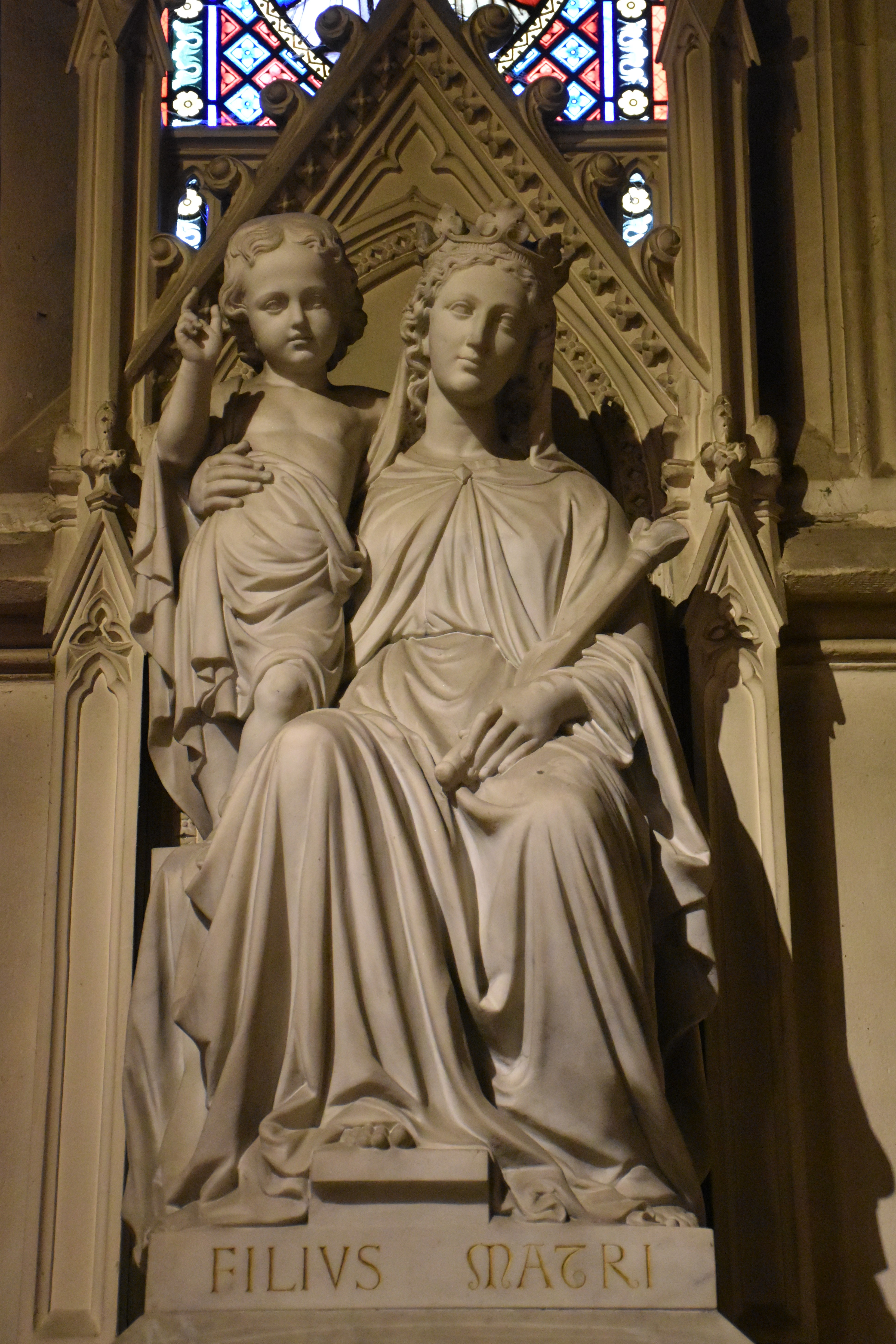
La Vierge assise et l’Enfant (1876), Fontaines-sur-Saône, église Saint-Louis.
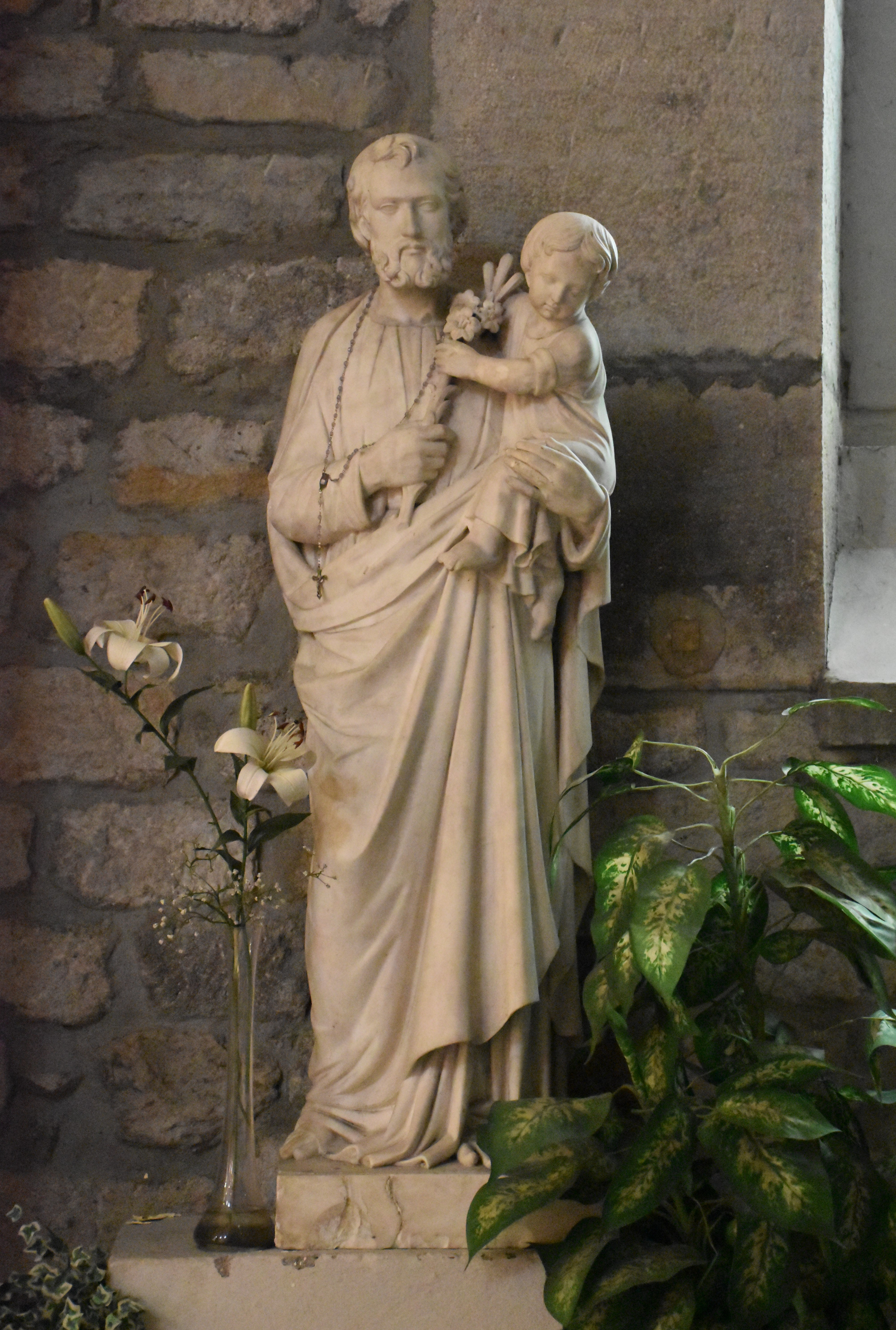
Saint Joseph (1878), Saint-Étienne, église Saint-Ennemond.
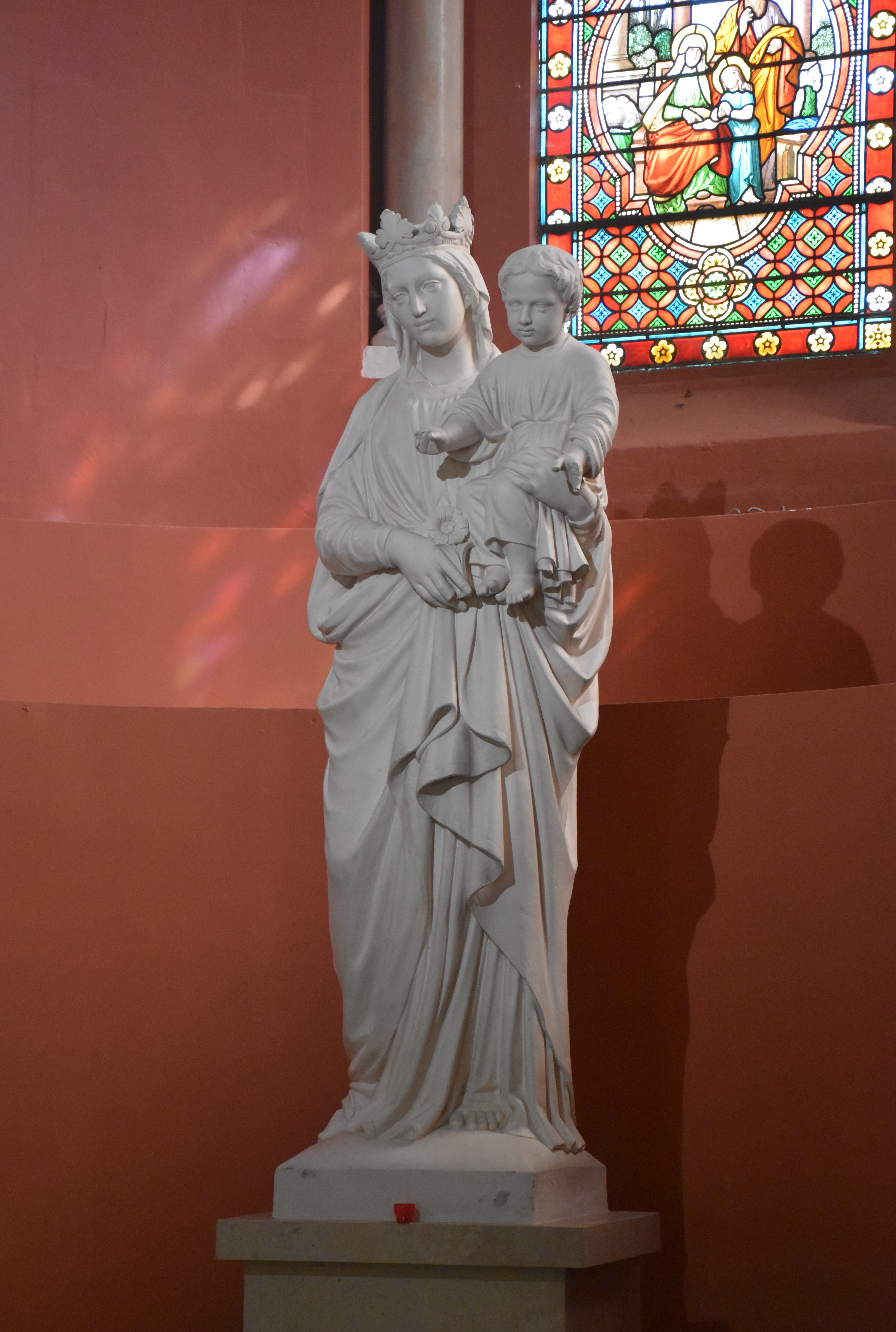
Vierge à l’Enfant (1886), Lyon, Montchat, église Notre-Dame-du-Bon-Secours
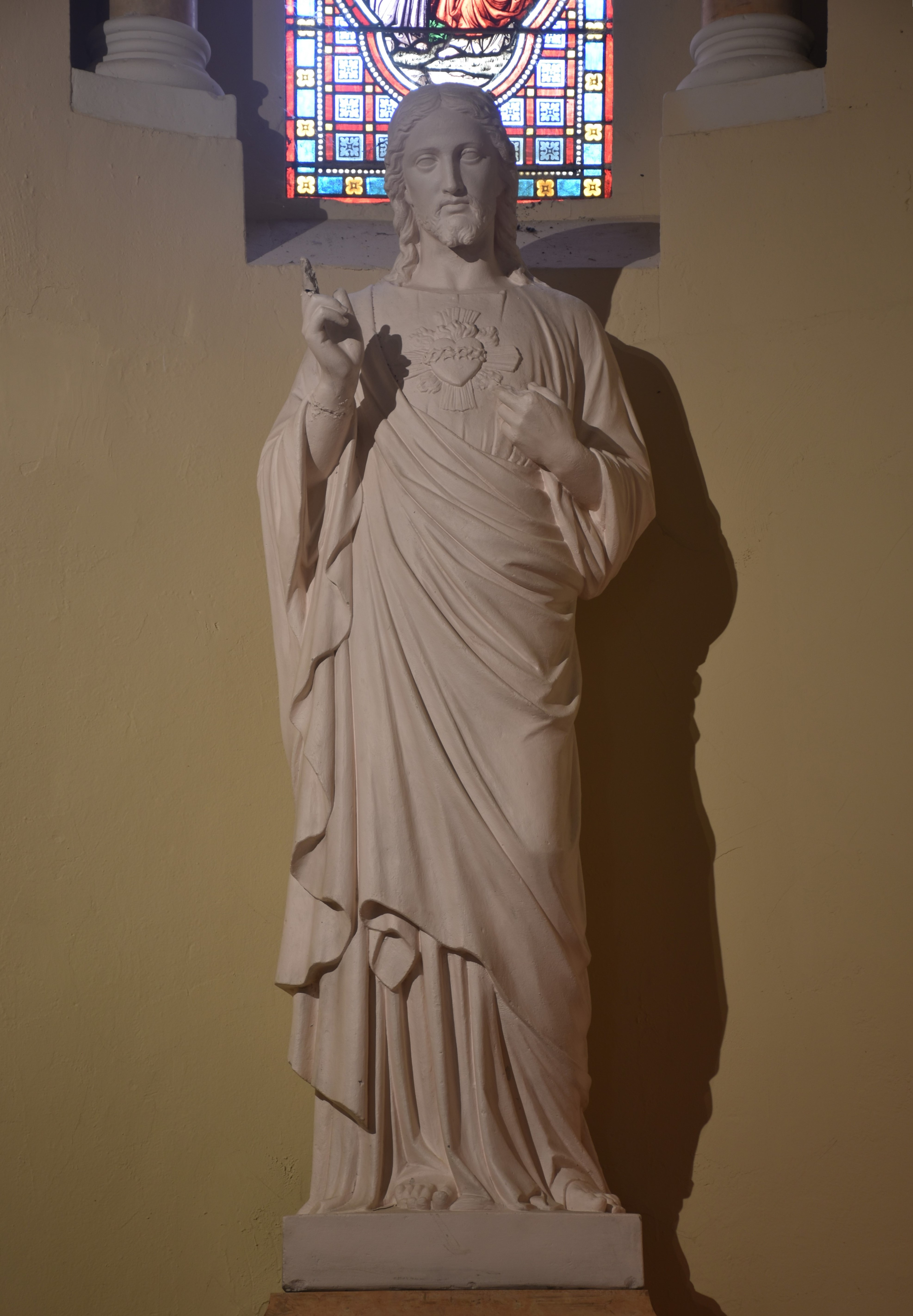
Sacré-Cœur (1886), Lyon, Montchat, église Notre-Dame-du-Bon-Secours
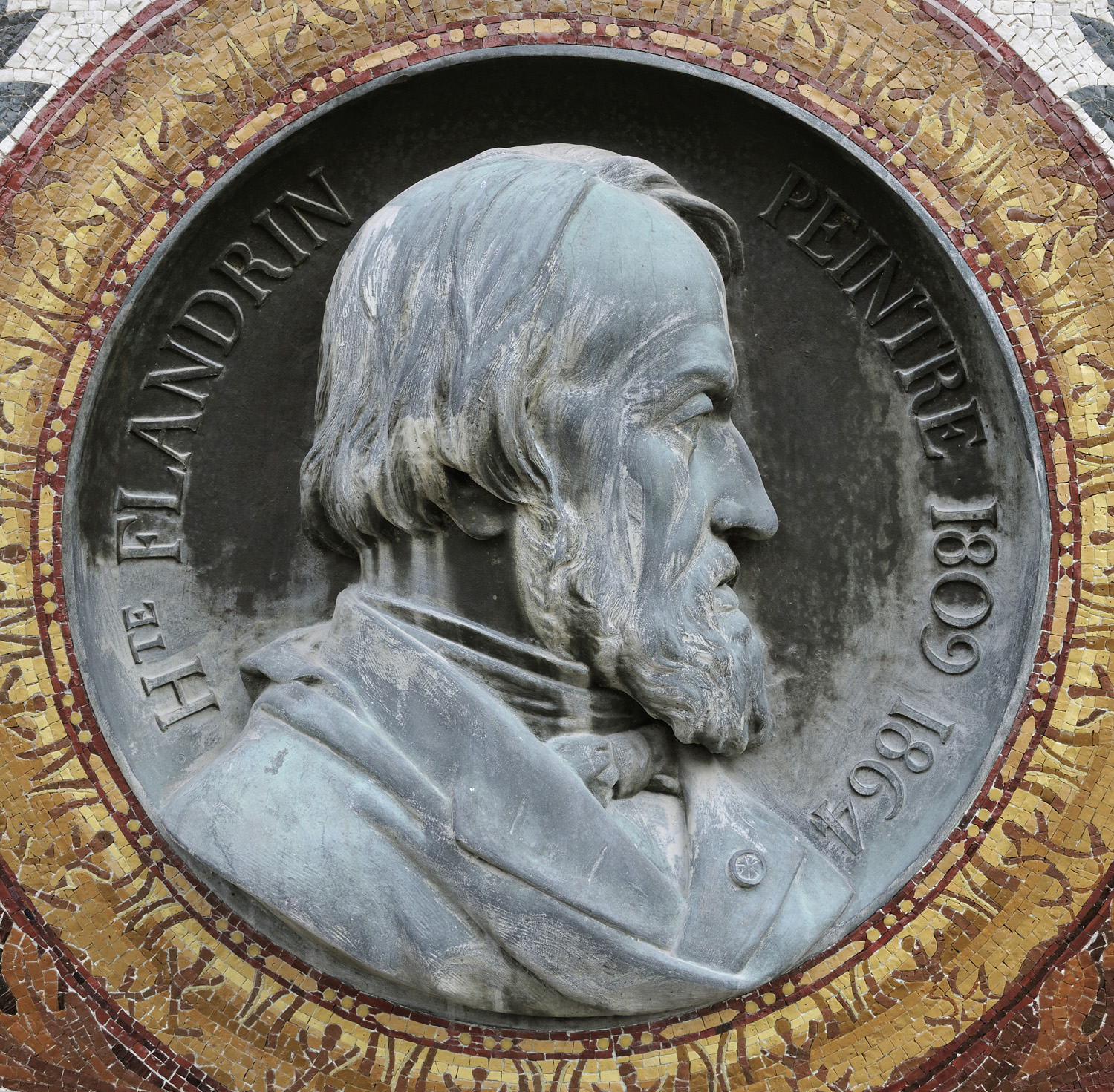
Hippolyte Flandrin, médaillon en bronze, musée des Beaux-Arts de Lyon.
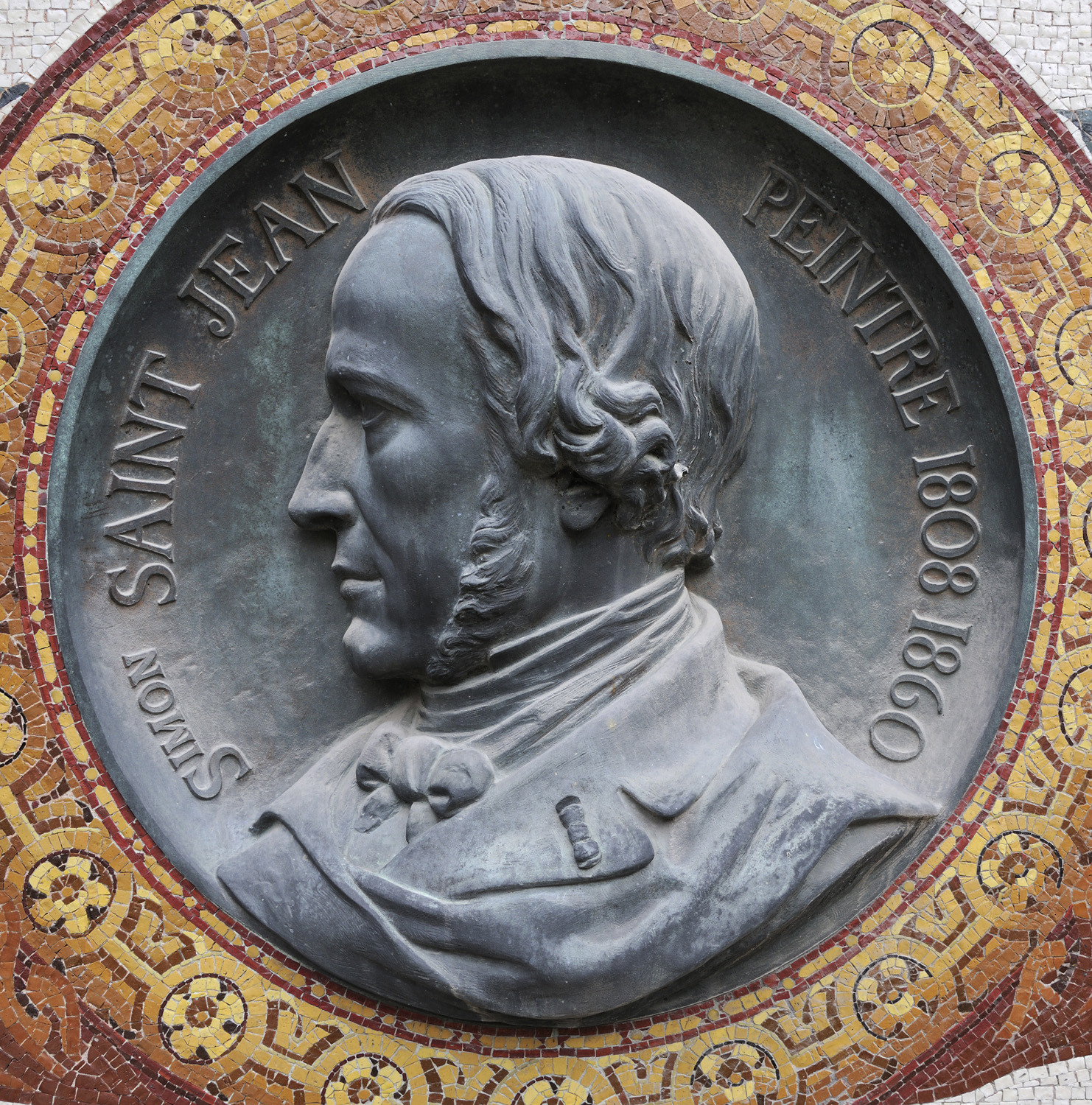
Simon Saint-Jean, médaillon en bronze, musée des Beaux-Arts de Lyon.
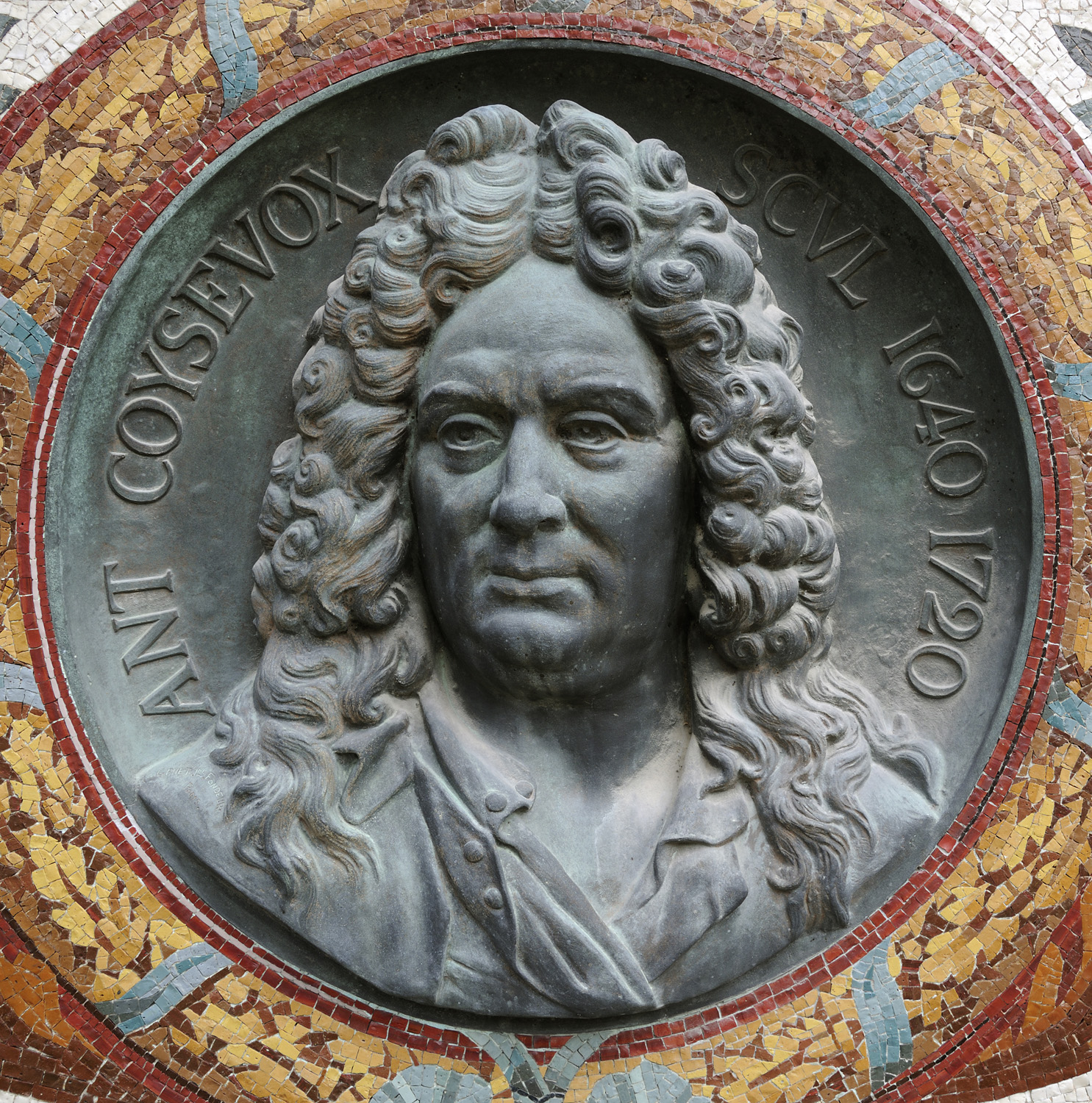
Antoine Coysevox, médaillon en bronze, musée des Beaux-Arts de Lyon.
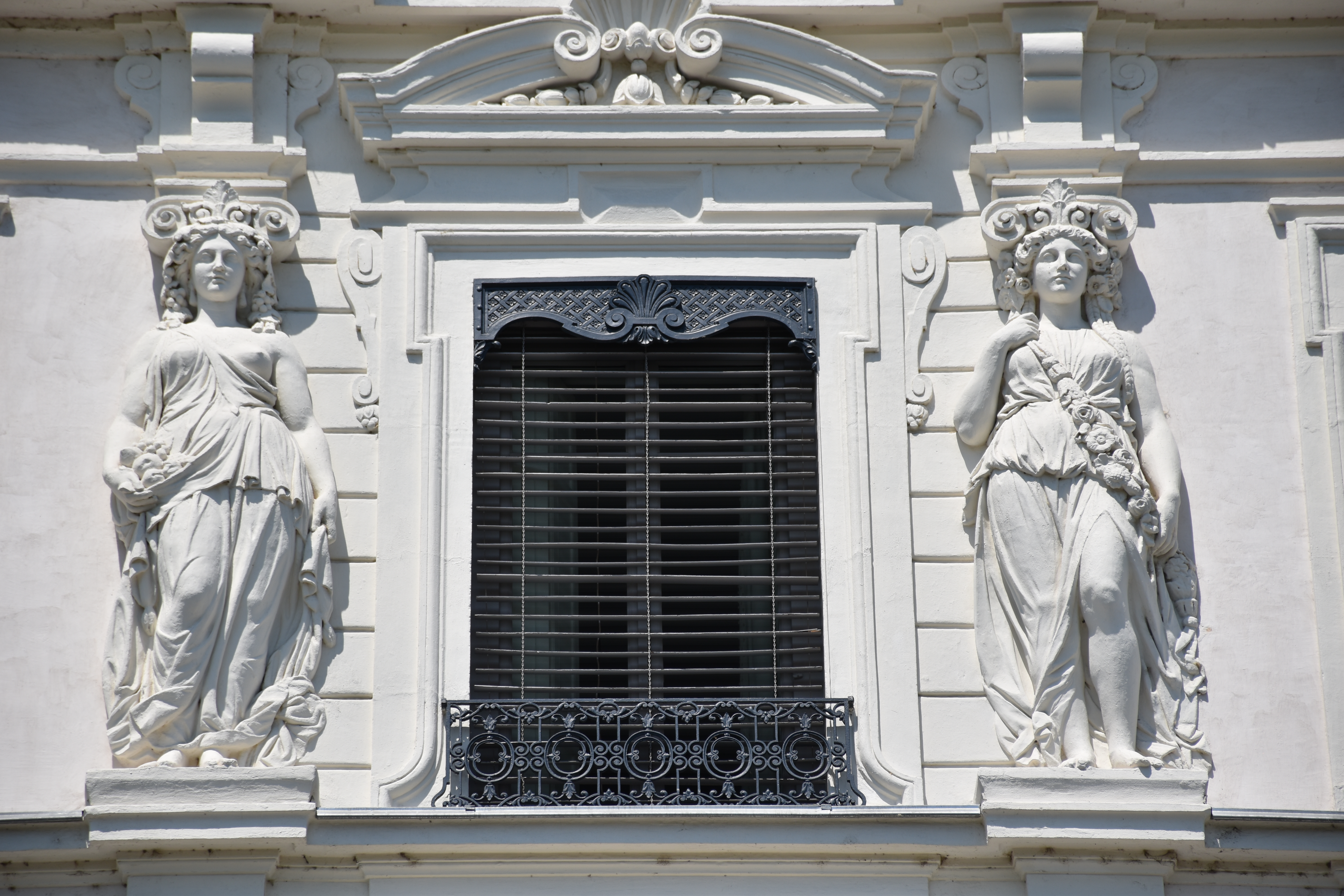
Cariatides, façade du 34, quai du Docteur-Gailleton à Lyon.

#### Ouvrages généraux
- Adolphe Vachet, Nos Lyonnais d'hier : 1831-1910, Lyon, 1910, 392 p. (lire en ligne), p. 150-151.
- Bernard Berthod, 1896-1996, architecture et symbole : Fourvière a cent ans, Lyon, Musée de Fourvière, 1996, 92 p. (ISBN 2-95-10078-1-7), p. 49
- Louis David, 1700-2000. L’Académie des Sciences, Belles-Lettres et Arts de Lyon, trois siècles d’histoire lyonnaise, 2000, p. 409.
- Michel Bouvier, L'Accomplissement de Fourvière : La colline au fil du temps, Lyon, Livres EMCC, 2012, 160 p. (ISBN 978-2-35740-155-6), p. 59-63.
- Maryannick Lavigne-Louis et Dominique Saint-Pierre (dir.), « Fabisch, Joseph Hugues (1812-1886) », dans Dictionnaire historique des Académiciens de Lyon : 1700-2016, éd. ASBLA de Lyon, mars 2017, 1369 p. (ISBN 978-2-9559-4330-4, présentation en ligne), p. 499-500. .
- Claire Barbillon (dir.), Catherine Chevillot (dir.), Stéphane Paccoud (dir.) et Ludmila Virassamynaïken (dir.) (préf. Sylvie Ramond), Sculptures du XVIIe au XXe siècle : Musée des Beaux-Arts de Lyon, Paris, Somogy éditions d'art, 2017, 592 p., 25 × 31 cm (ISBN 978-2-7572-1269-1, OCLC 1013587541, BNF 45388270, présentation en ligne)

#### Listes et descriptifs d'œuvres
- Jean-Baptiste Martin, Histoire des églises et chapelles de Lyon, Lyon, H. Lardanchet, 1908, 364 p. (tome I), 486 p. (tome II) (lire sur Wikisource).
- Stanislas Lami, Dictionnaire des sculpteurs de l'École française au dix-neuvième siècle. T. II. D.-F., Paris, Champion, 1916, 432 p. (lire en ligne), p. 313-315
- Marius Audin et Eugène Vial, Dictionnaire des artistes et ouvriers d'art de la France : Lyonnais, t. premier : A à L, Paris, Bibliothèque d'Art et d'Archéologie, 1918, p. 326-328.
- Daniel Buren, Ponctuations statue/sculpture, 1980, p. 160 et 161  — Liste chronologique des œuvres.
- Les peintres de l’âme, Musée des Beaux-Arts de Lyon, 1981, p. 73 à 80.
- Pré-inventaire des monuments historiques et richesses artistiques, Sainte-Foy-les-Lyon, 1990, p. 240.
- Bernard Berthod, Architecture et symboles, Fourvière a cent ans, 1996, p. 49.
- Xavier de Montclos (dir.), Dictionnaire du monde religieux dans la France contemporaine, 6 Lyon, le Lyonnais – le Beaujolais, Paris, Éditions Beauchesne.
- Dominique Bertin et Nathalie Mathian, Lyon, silhouettes d'une ville recomposée. Architecture et urbanisme 1789-1914, p. 279 et 285.
- Claude Lapras et Chantal Rousset-Beaumesnil, préface de Philippe Paillard, La Chapelle de l'Hôtel-Dieu de Lyon, Lyon, Éditions Lyonnaises d'Art et d'Histoire, 2002.
- Dominique Dumas et Gérard Bruyère, Salons et Expositions à Lyon, 1786-1918, catalogue des exposants et liste de leurs œuvres, t. II : F-O, Dijon, L'Échelle de Jacob, 2007 (ISBN 9782913224711), p. 501-502.
- Patrice Béghain, Bruno Benoit, Gérard Corneloup et Bruno Thévenon (coordination éditoriale), Dictionnaire historique de Lyon, Lyon, Stéphane Bachès, 2009, 1054 p. (ISBN 978-2-915266-65-8, BNF 42001687), p. 463-464
- L'abbé J. Roux, « Jésus chez Marthe et Marie, groupe en marbre par Fabisch », Revue du Lyonnais, vol. 1 (série 2),‎ 1850, p. 233-237 (lire en ligne).
- L'abbé J. Roux, « Notre-Dame-de-Pitié, groupe en marbre de M. Fabisch », Revue du Lyonnais, vol. 7 (série 2),‎ 1853, p. 169-174 (lire en ligne).
- « Restauration de la Pietà de Fabisch, à vos dons », Le Progrès, 10 janvier 2017 (en ligne).

#### Sources primaires
- Arnould Locard, Discours prononcé aux funérailles de Joseph Hugues Fabisch, 9 septembre 1886, p. 1.